# Tiberius
Tiberius Julius Caesar Augustus (rodným jménem Tiberius Claudius Nero; 16. listopadu 42 př. n. l. – 16. března 37 n. l.) byl druhým císařem římské říše od roku 14 n. l. až do své smrti. Narodil se jako syn Tiberia Claudia Nerona a Livie Drusilly, přičemž pocházel ze starobylého a velmi urozeného rodu Claudiů. Po rozvodu rodičů a nové svatbě matky se stal nevlastním synem Octaviana, který se pod jménem Augustus chopil moci jako první císař římské říše. Pozvolným cílevědomým provázáním Augustova rodu s Tiberiovým utužováním vzájemných příbuzenských svazků mezi členy jejich rodin vznikla julsko-klaudijská dynastie.
V mládí prokázal Tiberius znamenitý vojenský talent při vedení četných římských tažení v Germánii, často společně se svým bratrem Drusem, jenž roku 9 př. n. l. náhle zemřel po pádu z koně. V pozdějším věku byl Tiberius z politických důvodů přinucen k uzavření manželství s Augustovou dcerou Julií starší. Jistý čas strávil ve zpočátku dobrovolném vyhnanství na ostrově Rhodos. Poté, co se směl vrátit do Říma, byl v roce 4 n. l. adoptován Augustem a ustaven jeho nástupcem. Pak se vypravil do Germánie, podílel se na potlačení povstání kmenů žijících v Ilýrii a Panonii a věnoval se nápravě dopadů římské porážky v bitvě v Teutoburském lese.
Tiberius se ujal vlády po smrti svého adoptivního otce 19. srpna 14 n. l. V průběhu svého principátu provedl úsporné hospodářské reformy, v rámci nichž naplnil státní pokladnu penězi. Současně ukončil politiku vojenské expanze a omezil se na obranu stávajících hranic, v čemž mu byl nápomocen jeho synovec a adoptivní syn Germanicus. Na rozdíl od svého předchůdce nedokázal vycházet se senátem v obdobném souladu, neboť vztahy mezi ním a senátory zatěžovaly vzrůstající rozpory, v důsledku nichž nabývalo jeho panování stále více tyranské podoby. Po smrti Germanika a svého syna Drusa mladšího se rostoucí měrou spoléhal na bezohledného a ctižádostivého pretoriánského prefekta Seiana, do jehož rukou postupně svěřil faktické řízení státu. V roce 26 se stáhl z Říma do ústraní na ostrov Capri. Když Seianova moc dosáhla takových rozměrů, že ohrožovala samotného Tiberia, nechal ho starý císař roku 31 sesadit a následně popravit. Tiberiovým úmrtím v roce 37 přešla vláda na jeho prasynovce a Germanikova syna Caligulu.
Autoři reprezentující senátorskou historiografii, především Tacitus a Suetonius, podrobují Tiberia silné kritice a závěr jeho období vykreslují v ponurých barvách. Nicméně moderní badatelé zrevidovali jeho negativní hodnocení a vyzdvihují ho jako svědomitého a uvážlivého politika.

## Život

### Původ a mládí

Tiberiova matka Livia Drusilla

Tiberius se narodil 16. listopadu 42 př. n. l. v Římě jako syn senátora Tiberia Claudia Nerona a jeho manželky Livie Drusilly. Oba jeho rodiče pocházeli z různých větví starobylého a urozeného republikánského rodu Claudiů a jejich společným předkem byl cenzor Appius Claudius Caecus. Tiberiův otec Tiberius Claudius Nero stál v římské občanské válce na straně Julia Caesara, avšak po jeho zavraždění se připojil k republikánům. Podporoval také Lucia Antonia, bratra jednoho z triumvirů Marka Antonia, jenž započal povstání proti Octavianovi. Po porážce Lucia Antonia uprchl Tiberius Claudius Nero se svojí manželkou a malým Tiberiem nejprve na Sicílii, ovládanou tehdy Sextem Pompeiem, a posléze do Řecka. Odtud se i se svou rodinou vrátil do Itálie poté, co na jaře 39 př. n. l. uzavřel Sextus Pompeius s Octavianem smlouvu v Misenu. O několik měsíců později upoutala Octavianovu pozornost Tiberiova matka Livia Drusilla. Její manžel se brzy podvolil triumvirově vůli a se svou ženou se rozvedl, třebaže byla právě těhotná. Octavianus nehleděl na morální nebo náboženské překážky a 17. ledna 38 př. n. l. se oženil s Livií Drusillou, jež po třech měsících manželství přivedla na svět Tiberiova bratra Drusa.
O Tiberiově dětství a mládí toho není mnoho známo. Ve třech letech ho odvedli do domu jeho otčíma, kde se mu spolu s bratrem dostalo patřičné výchovy a vzdělání. Se svým fyzickým otcem udržoval jisté kontakty až do jeho smrti roku 33 nebo 32 př. n. l. Tehdy učinil jako devítiletý svoje první veřejné vystoupení pronesením smuteční řeči na zemřelého. Tiberius se se značným zájmem věnoval studiu latinské, a zvláště řecké rétoriky a rovněž filozofie. V roce 29 př. n. l. doprovázel vůz, na němž jel Octavianus při triumfu na oslavu vítězství v bitvě u Actia. Nedlouho po Octavianově jmenování Augustem a formálním založení principátu oblékl Tiberius v patnácti letech mužskou tógu a pozvolna byl zasvěcován do veřejného života, v němž byla jeho role od samého počátku úzce propojena se službou ve prospěch nevlastního otce.

### Vojenská kariéra
Tiberius se s Markem Claudiem Marcellem, Augustovým synovcem, zúčastnil v polovině dvacátých let 1. století př. n. l. tažení proti Kantabrům v severní Hispánii, přičemž obdržel hodnost vojenského tribuna. Podobně jako jiní začínající římští politikové vystupoval před soudy v roli obhájce a potom i jako žalobce; konkrétně se tak stalo v případu Fannia Caepiona, údajně osnujícího spiknutí proti Augustovi. Jakmile se vrátil do Říma, zastával roku 23 př. n. l. úřad quaestora a jeho úkolem bylo zabezpečení zásobování města obilím. Římský senát mu na žádost Augusta přiznal právo ucházet se o praeturu a konzulát o pět let dříve, než určovala zákonem stanovená věková hranice.

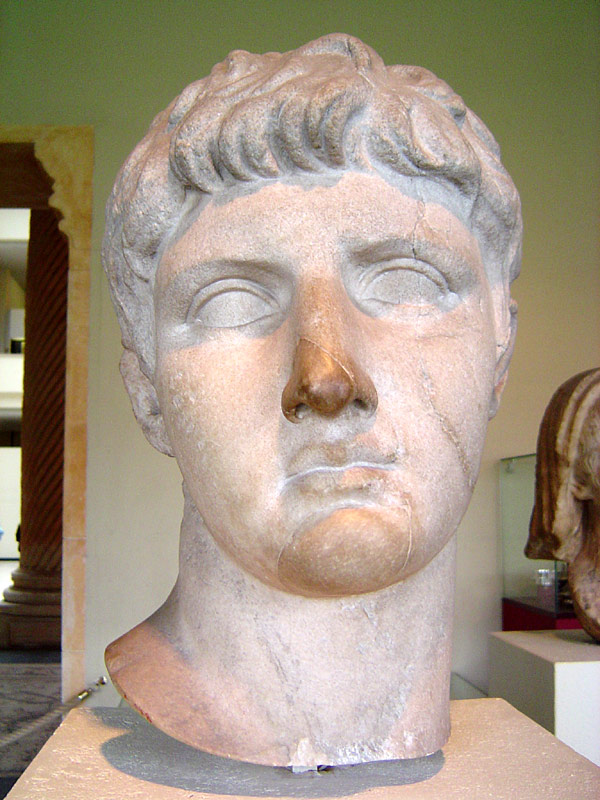
Drusus, Tiberiův bratr

Kolem roku 20 př. n. l. byla Tiberiovi dána první příležitost projevit své diplomatické a vojenské schopnosti, když mu Augustus nařídil uspořádat poměry v Arménii. Tomuto království náležela role nárazníkového státu mezi Římany a Parthy, kteří v uplynulých desetiletích získali římské válečné standarty v bojích proti Crassovi, Decidiu Saxovi a Antoniovi. Několikaletá vyjednávání s Parthy nevedla k jejich vrácení. Teprve dynastické spory v Arménii umožnily Augustovi vyslat na východ legie v čele s Tiberiem. Po krátké výpravě, v jejímž průběhu nenarazil na žádný odpor, dosadil Tiberius římského chráněnce Tigrana na arménský královský trůn. Tato přesvědčivá demonstrace síly přiměla parthského krále Fraata IV., aby odevzdal ukořistěné orly Tiberiovi. Úspěšné vyřešení parthského problému a faktické podrobení Arménie se dočkalo příznivého ohlasu mezi Římany a bylo opakovaně vyzvedáváno augustovskou propagandou. Někdy v téže době se Tiberius oženil s Vipsanií Agrippinou, dcerou Augustova nejbližšího přítele a zetě Marka Vipsania Agrippy. Zhruba po pěti letech trvání manželství Vipsanie porodila Tiberiovi syna Drusa mladšího.
V roce 16 př. n. l. působil Tiberius jako praetor a posléze podstoupil četná tažení na severních hranicích říše. Nejprve doprovázel Augusta při trestné expedici proti germánským kmenům Sugambrům, Tenkterům a Usipetům. V následujícím roce podnikl společně s bratrem Drusem výpravu proti barbarům obývajícím Raetii a Vindelicii, znepokojujícími svými občasnými nájezdy Itálii stejně jako Galii. Rychlý postup podél alpských údolí a rozdělení sil mezi oba bratry přineslo Římanům snadné vítězství, v důsledku něhož si podmanili celé území Raetie, táhnoucí se až k hornímu Dunaji. Tiberius si tímto úspěchem vydobyl pověst zdatného vojevůdce a po svém návratu do Říma byl roku 13 př. n. l. ustaven konzulem. Poté byl poslán do Panonie, kde v dalších dvou letech vítězil nad místními kmeny, za což mu byl odhlasován triumf. Augustus však odmítl přiznat svému nevlastnímu synovi tuto poctu a obdařil ho pouze triumfálními odznaky.
Zkraje roku 12 př. n. l. zemřel Agrippa, Augustův nejschopnější generál a administrátor. Ačkoli Tiberius byl šťastně ženatý s Vipsanií, Augustus mu rozkázal, aby se s ní rozvedl a uzavřel nový sňatek s jeho dcerou a Agrippovou vdovou Julií starší, čemuž se Tiberius spořádaně podvolil. Princeps Augustus tím zajistil patrona nedospělým synům Agrippy a Julie starší, Gaiovi a Luciovi Caesarovi, které adoptoval a v nichž spatřoval své vytoužené následníky. Současně s jistou zdráhavostí dopomohl Tiberiovi k vzestupu. Tiberius byl údajně hluboce zasažen steskem po Vipsanii, již musel zapudit. Počáteční soulad mezi ním a Julií vyprchal po narození a brzkém úmrtí jejich jediného syna, pročež pravděpodobně od roku 7 př. n. l. žili odděleně.

### Smrt bratra a odchod na Rhodos

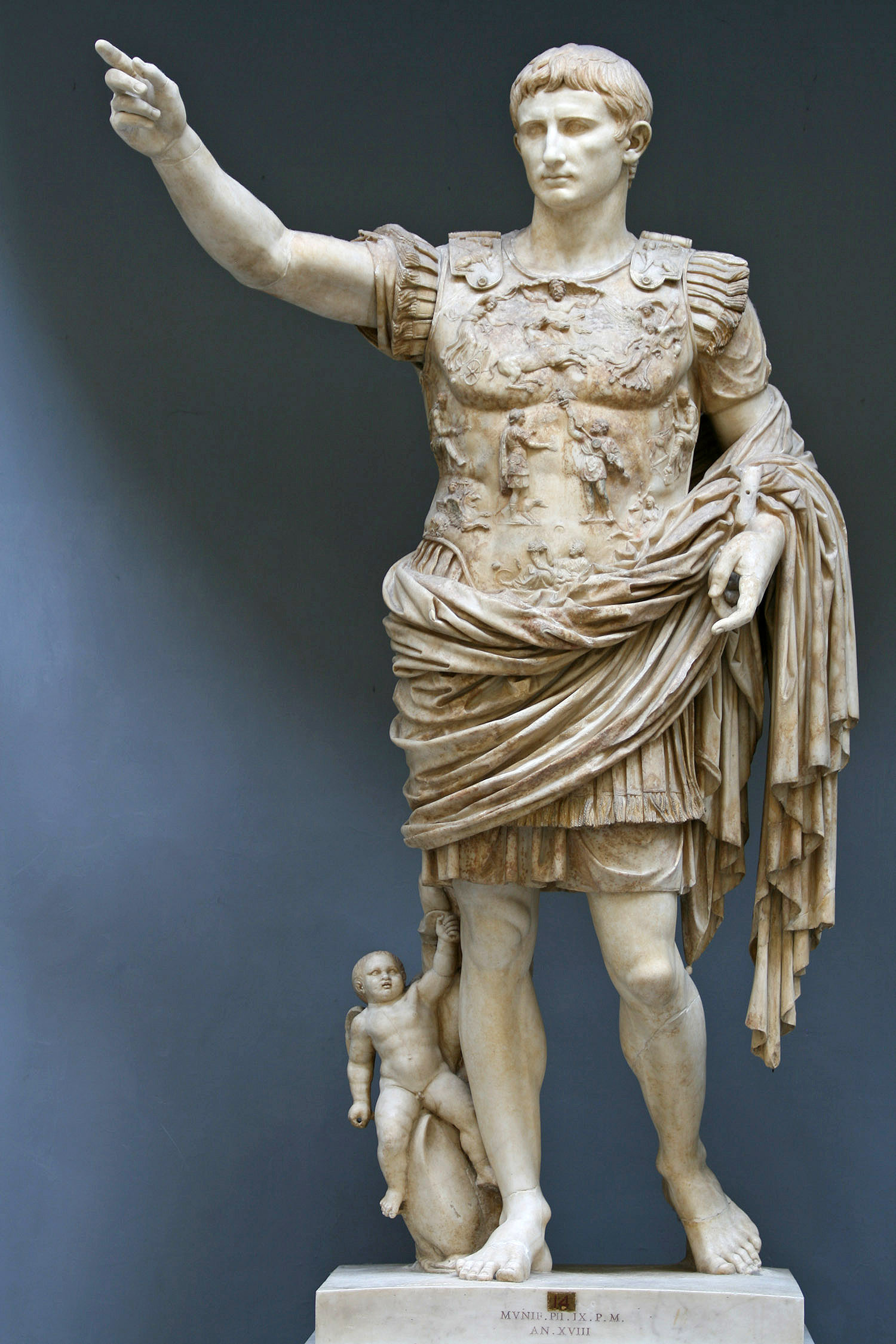
Augustova socha z Prima Porty

Po svatbě s Julií se Tiberius vydal s Augustem do Galie, odkud ho záhy odvedl přetrvávající neklid na západním Balkáně. V roce 9 př. n. l. pokračoval v pacifikaci odbojných kmenů v Panonii a Dalmácii, zatímco jeho bratr Drusus vedl vojenské tažení v Germánii, kde se dostal až k Labi. Při zpáteční cestě spadl z koně a utrpěným zraněním posléze podlehl. Tiberius, zpravený o bratrově nehodě, se s ním stihl setkat v Mogontiaku (dnešní Mohuč) ještě před jeho smrtí. Pohroužen v zármutek dopravil Drusovo tělo do Říma a celou cestu šel pěšky v čele smutečního procesí. Jelikož smrt Agrippy a Drusa připravila Augusta za čtyři roky o dva z jeho nejbližších spolupracovníků, musel se princeps rostoucí měrou spoléhat na Tiberia, jenž se stal fakticky druhým mužem ve státě. Tiberius převzal po bratrovi velení nad legiemi na Rýně a přiměl germánské kmeny požádat o mír. Na rozdíl od Drusa při tom neváhal využívat ve větší míře i diplomatických prostředků. V roce 7 př. n. l. mu Augustus konečně dovolil oslavit triumf, a navíc směl zastávat svůj druhý konzulát.
Jakmile skončilo Tiberiovo funkční období v úřadu konzula, princeps ho obdařil tribunskou mocí (tribunitia potestas) na pět let, přičemž se ho chystal poslat do Arménie urovnat tamější záležitosti. Ačkoli Tiberius byl všestranně zahrnován poctami, roku 6 př. n. l. náhle ohlásil svůj úmysl vzdát se politické kariéry a odejít na ostrov Rhodos. Nato si Augustus v senátu otevřeně postěžoval, že jím byl opuštěn a zrazen. Všechny důvody tohoto Tiberiova kroku zůstaly antickým spisovatelům utajeny. Suetonius udává jako jednu z možných příčin Tiberiovo znechucení ze skandálního života manželky Julie, proti níž nemohl nijak zakročit ani se s ní rozvést. Rovněž Tacitus považuje za motiv Tiberiova ústupu na Rhodos chování jeho manželky. Moderní historikové nicméně dávají Tiberiovo jednání spíše do souvislosti s Augustovou nápadnou podporou jeho dospívajícím adoptivním synům. Ať už byly Tiberiovy pohnutky jakékoli, jeho odchod znamenal zásadní komplikaci pro Augustovy záměry ve věci nástupnictví. Gaius a Lucius byli dosud příliš mladí, a téměř šedesátiletý princeps tak neměl prakticky žádného reálného následníka, jemuž by mohl přenechat otěže moci v případě svého skonu.
Na Rhodu se Tiberius oddával klidnému životu prostého občana a příležitostně se účastnil přednášek filozofů. Třebaže se snažil vystupovat jako soukromá osoba, navštěvovali ho zde místodržitelé a císařští legáti plavící se z Říma do východních provincií. V roce 2 př. n. l. bylo pouto mezi Augustem a Tiberiem ještě více oslabeno, neboť Julie upadla u svého otce v nemilost. Augustus vykázal dceru do vyhnanství na ostrov Pandaterii kvůli jejímu prostopášnému a nemravnému chování a zároveň ji Tiberiovým jménem odeslal list o ukončení jejich manželství. Nelze vyloučit, že se princeps odhodlal k tomuto činu z obav ze spiknutí Juliina milence Iulla Antonia, syna Marka Antonia. O rok později Augustus ustavil Gaia Caesara velitelem vojska na Dunaji. Následně pro něho zajistil prokonzulské imperium a vyslal ho na východ vyjednávat s Parthy o Arménii. V průběhu cesty se Gaius zastavil na ostrově Samos. Sem za ním dorazil Tiberius, jemuž se od prince dostalo velmi chladného přijetí. Téhož roku skončila jeho tribunská pravomoc, načež požádal o povolení vrátit se zpět do Říma, jež mu Augustus odmítl udělit. Tiberius byl tedy nucen setrvat na Rhodu proti své vůli. Suetonius popisuje, že pobýval v odloučení ve vnitrozemí ostrova, vyhýbaje se styku s lidmi, protože se nikoli bezdůvodně cítil ohrožen. Teprve po dvou letech se Augustus nechal obměkčit Tiberiovými a Liviinými prosbami a umožnil nevlastnímu synovi návrat, s nímž musel vyslovit souhlas také Gaius Caesar.

### Augustův nástupce
Tiberius směl přicestovat do Říma jen za podmínky, že nebude vykonávat žádný veřejný úřad, čímž byl naprosto vyloučen z politiky. Nepříliš dlouho po jeho příjezdu zasáhlo Augusta rodinné neštěstí: v roce 2 n. l. jeho mladší adoptivní syn Lucius Caesar v Massilii (Marseille) onemocněl a zakrátko zemřel. Starší Gaius se mezitím vypravil do Arménie zmítané rozbroji mezi stoupenci a odpůrci Římanů. Při dobývání jistého města byl během příměří zrádně zasažen šípem a koncem února roku 4 n. l. zemřel. Augustovy nástupnické plány se vlivem těchto nenadálých událostí ocitly zcela v troskách. Princeps proto přikročil k adopci Agrippy Postuma, Juliina nejmladšího syna, a Tiberia. Vymínil si však, aby Tiberius přijal Drusova syna Germanika za svého a učinil ho svým případným nástupcem, ačkoli z manželství s Vipsanií měl vlastního syna Drusa mladšího. Oficiální akt adopce Tiberia, jenž nadále nesl jméno Tiberius Julius Caesar, se odehrál 26. června 4 n. l. Tiberiovi bylo znovu uděleno imperium opětovným přiznáním tribunské pravomoci a velení v Germánii.

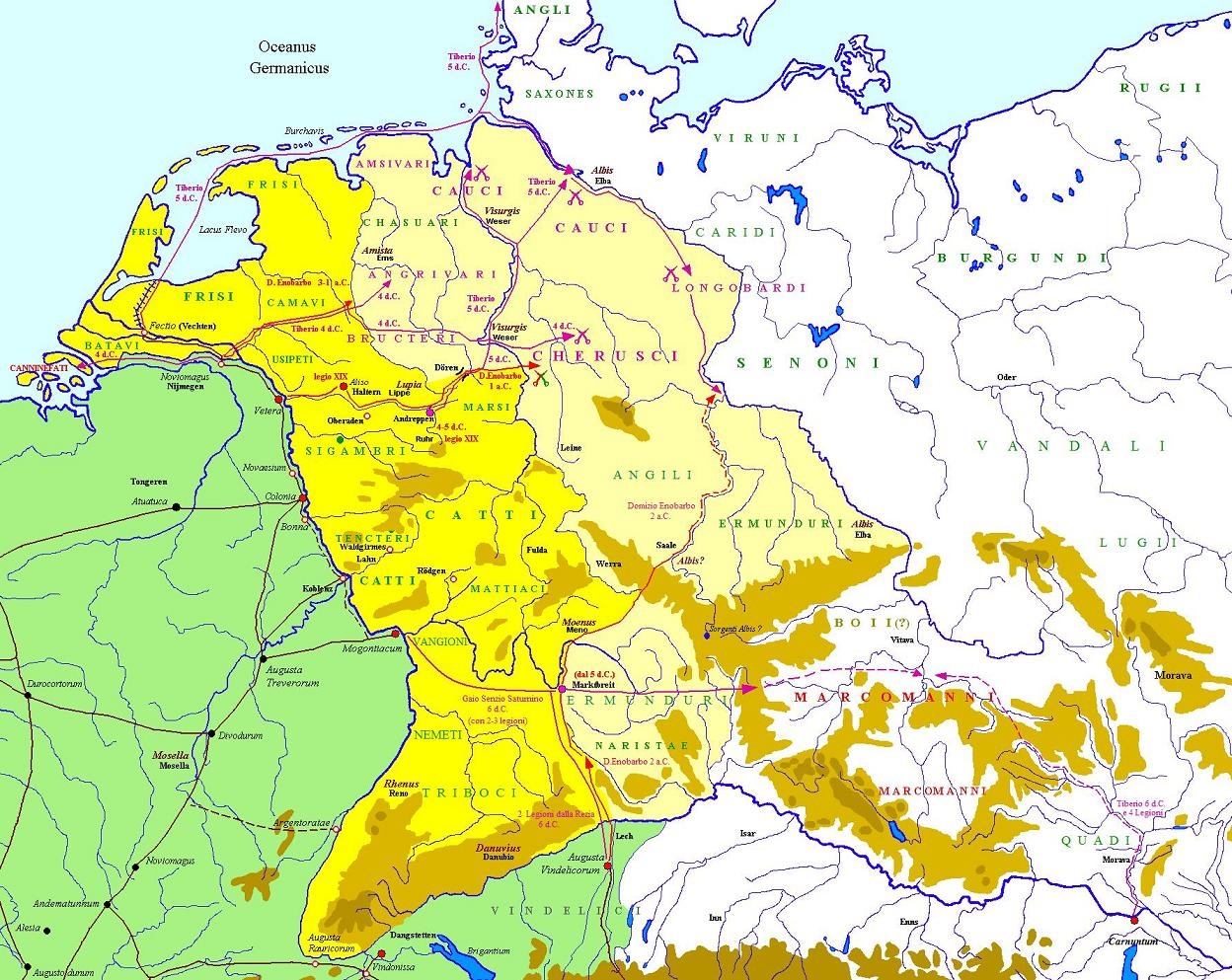
Tažení Římanů v Germánii v letech 4 až 6

Do Germánie doprovázel Tiberia historik Velleius Paterculus, hojně ho velebící ve svém díle. V letech 4 až 5 pronikli římští vojáci za řeku Vezeru, podrobili si Chauky a vypudili Langobardy za Labe. Velleius Paterculus zároveň o těchto taženích optimisticky poznamenává, že v Germánii nezbyl žádný kmen, který by Římané mohli porazit s výjimkou Markomanů krále Marobuda. Paterculus ve svých spisech napsal, že markomanský vůdce Marobud k ochraně své říše založil armádu, která se vyrovnala římským legiím, což Římany znepokojovalo. Marobud s Markomany sice nevyvolával žádné konflikty, ale Římanům dával najevo, že v případě napadení má dostatečně silné vojsko k tomu, aby římské legie porazil. Proti Marobudově rostoucí moci se Tiberius rozhodl zahájit klešťové vojenské tažení. Samotný Tiberius hodlal v čele ilyrských legií proti Markomanům postupovat z Carnunta, zatímco legát Gaius Sentius Saturninus měl proti nim vyrazit s vojskem z pevnosti Mogontiacum. Toto tažení zahájili v roce 6, kdy Tiberius dokončil přípravy v zimním táboře na Dunaji a vydal se s vojskem na sever do Boiohaema. Od prvních pozic Markomanů nebyl vzdálen více než pět dní pochodu, když musel své tažení předčasně ukončit a vrátit se na jih, kde musel potlačit povstání kmenů žijících v Ilýrii a Panonii, přičemž se také věnoval nápravě dopadů římské porážky v bitvě v Teutoburském lese.
Další tři léta vedl válku se vzbouřenými Ilyry, již Suetonius označuje za nejtěžší od dob punských válek. O vážnosti vyvstalé hrozby svědčí Augustovo vyjádření v senátu, podle něhož mohli nepřátelé v deseti dnech stanout na dohled Říma. Římané tudíž shromáždili ohromné vojenské sbory, získané povoláním veteránům a silně nepopulárními odvody postihujícími i propuštěnce. Tiberius vyčkával v táboře Siscia (Sisak) a po příchodu posil zahájil pozvolný postup, při němž se vyvaroval otevřené bitvy. V roce 7 za ním Augustus poslal Germanika v hodnosti quaestora. Naproti tomu Agrippu Postuma, zřejmě vysoce ambiciózního mladého muže oplývajícího nízkou inteligencí, císař zavrhl a vypověděl do vyhnanství na ostrov Planasia. Tiberius v témže roce spojil síly s ostatními římskými veliteli a s celkem deseti legiemi a značnými pomocnými sbory si zabezpečil kontrolu nad údolím řeky Sávy. Jeho uplatňování taktiky spálené země a šířící se hlad přiměly povstalce ke složení zbraní. Kmeny hlouběji v horách západního Balkánu přesto vytrvaly ve svém houževnatém odporu až do roku 9, kdy je Římané konečně zdolali. Tiberius v tomto urputném střetnutí prokázal svoje vojevůdcovské schopnosti a vedle jiných poct byl zaslouženě odměněn triumfem.
Sotva několik dnů poté, co bylo ohlášeno úspěšné potlačení panonského povstání, se v Římě roznesla zpráva o kompletním zničení tří legií Publia Quinctilia Vara v Teutoburském lese v Germánii. Strůjcem této porážky, mařící Augustův plán na posunutí římské hranice k Labi, byl náčelník Cherusků jménem Arminius. Tiberius se po návratu z Panonie jen krátce zdržel v Římě, načež byl pověřen uspořádáním kritického postavení Římanů na severu. Jakmile doplnil prořídlé stavy vojska na Rýně a upevnil otřesenou morálku, vytáhl do Germánie potrestat vzbouřence. Při tom si počínal nadmíru trpělivě a obezřetně se vyhýbal sebemenším ztrátám na životech vojáků. Později se k němu připojil Germanicus, Římané ale nadále pokračovali ve velmi pomalém a metodickém postupu v nevelké vzdálenosti od Rýna. Po konsolidaci situace se Tiberius odebral v roce 12 do Říma, kde oslavil svůj dlouho odkládaný panonský triumf.
Již od okamžiku své adopce začal Tiberius přebírat odpovědnost za řízení státu a podílel se na přípravě zákonů a vedení správních záležitostí. Roku 13 mu byla prodloužena jeho tribunská pravomoc a obdržel rovněž prokonzulské imperium (imperium proconsulare maius) vztahující se na celou říši, čímž byla jeho moc povýšena na roveň Augustově. Společně s Augustem vykonal cenzus a pak se vydal do Ilýrie, aby provedl reorganizaci této provincie, zpustošené povstáním. Záhy po příjezdu mu byl doručen dopis, jímž ho jeho matka Livie Drusilla povolávala zpět do Itálie, jelikož císaře schvátila vážná choroba a jeho život se chýlil ke konci. Augustus byl nejspíše ještě naživu, když za ním Tiberius dorazil, nicméně 19. srpna 14 první římský císař zemřel. Takřka ve stejný okamžik popravil Agrippu Postuma tribun určený k jeho střežení na Planasii, což se patrně stalo na příkaz Augusta vydaný před jeho smrtí. Neblahý osud jejího posledního žijícího syna mohl uspíšit smrt vyhnané Julie, u níž nelze s jistotou určit, zda podlehla žalu, či byla vyhladověna Tiberiem.

### Vláda

#### Uchopení moci

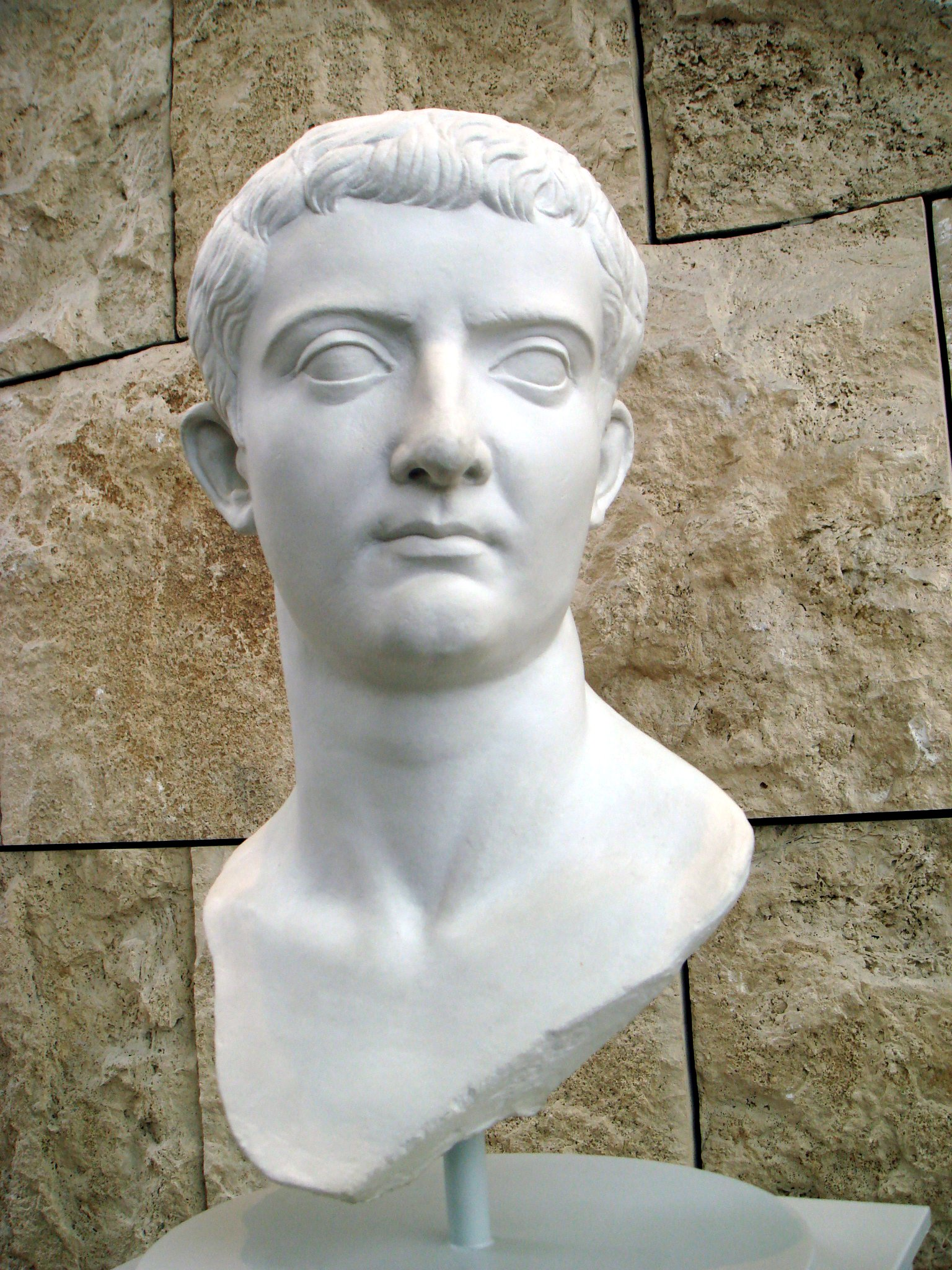
Tiberiova busta

V týdnech po Augustově smrti proběhly okázalé pohřební obřady a ceremonie, v rámci nichž Tiberius dopravil ostatky svého otce do Říma, kde byly na Martově poli slavnostně spáleny a uloženy do mauzolea. Před zpopelněním těla mrtvého císaře byla v senátu přečtena jeho závěť, jejíž úvod začínal slovy: „Poněvadž mi ukrutný osud vyrval syny Gaia a Lucia, budiž mým dědicem ze dvou třetin Tiberius Caesar.“ Zbývající třetina připadla Livii Drusille, jíž bylo dáno čestné příjmení Augusta. Ještě za Tiberiovy nepřítomnosti v Římě vykonali konzulové přísahu věrnosti novému principovi, v čemž je následovali senátoři, jezdci a nakonec vojsko a lid. Na 17. září 14 Tiberius svolal zasedání senátu, v jehož průběhu byl jeho předchůdce prohlášen za boha, načež se na něho senátoři obrátili se žádostí, aby se formálně chopil vlády. Tiberius se ovšem choval nanejvýš váhavě a dlouho se jí poměrně vehementně odmítal ujmout. Jeho zdrženlivost vyvolávala vzrůstající nervozitu mezi rozpačitými senátory, z nichž někteří ho otevřeně vybízeli, aby se postavil v čelo státu. Jejich vytrvalému naléhání se po jistém čase přece jen podvolil a zanechal svých výhrad.
Už mezi antickými dějepisci vzbuzovala Tiberiova zdráhavost podezření z neupřímnosti a přetvářky. Tacitus spatřuje důvody tohoto počínání v jeho obezřelosti a prohnanosti, neboť chtěl navodit zdání, že si ho senátoři sami vybrali, a zároveň usiloval zjistit jejich smýšlení. Suetonius a Cassius Dio mu předhazují strach z vojenské vzpoury či ze spiknutí, což je v současnosti považováno za méně pravděpodobné vysvětlení. Podle výkladu jeho jednání jistými novodobými historiky se Tiberius pokusil pozměnit Augustem nastavenou podobu principátu redefinováním úlohy a pozice císaře, na němž měla lpět menší zodpovědnost za chod říše, avšak senátoři nepochopili jeho záměr, anebo ho nepokládali za proveditelný. Řada moderních badatelů vnímá Tiberiovo vystupování v senátu v souladu s tradičním pojetím jako pouhé divadlo, při němž zpočátku předstíral odpor, aby posléze mohl vyslyšet úpěnlivé prosby senátorů.

#### Bouřící se legie, zanechání výbojů v Germánii
Hned v úvodu Tiberiova panování zachvátil tři legie v Panonii a čtyři v Germánii duch vzpoury. Příčina nespokojenosti legionářů vězela v přílišné délce vojenské služby, tvrdosti podmínek a nedostatečném odměňování. Císař na to promptně zareagoval vysláním Drusa mladšího do Panonie. Ačkoli situace se jevila hrozivou, Drusus rázně zasáhl proti vůdcům rozbrojů, které nechal usmrtit, a nastolil pořádek. Naproti tomu vzpoura germánského vojska se ukazovala být mnohem vážnější, jelikož vedle protestů proti nesnesitelnosti služby byly vzneseny i návrhy, aby se Germanicus chopil vlády. Germanicus, prodlévající v době Augustovy smrti v galských provinciích, usiloval o zjednání klidu, a třebaže rozhodně odmítl porušit svoji věrnost Tiberiovi, tato událost nahlodala císařovu důvěru vůči němu. Jen s velkými obtížemi se Germanikovi podařilo vzpouru ukončit, přičemž vyšel vstříc požadavkům vojáků, aniž by je zkonzultoval s Tiberiem.

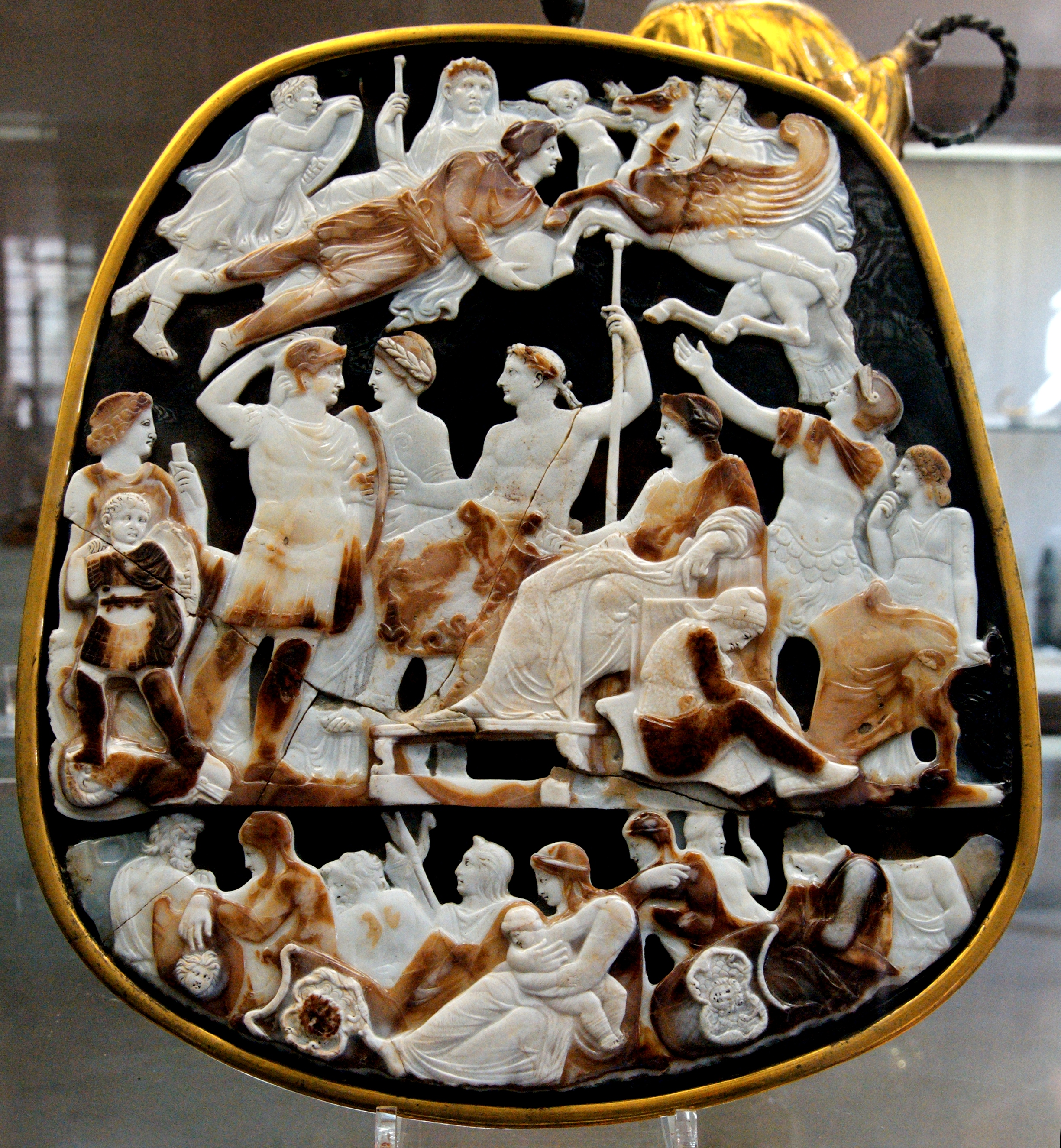
Tiberius přijímající vítězného Germanika, tzv. Grand Camée de France

Možnému opakování vzpoury se Germanicus rozhodl předejít odvedením legionářů za Rýn do boje proti germánským Marsům. V dalším roce podnikl ve snaze o obnovu hranice na Labi rozsáhlé tažení, a odklonil se tak od Tiberiovy opatrné strategie uplatňované po porážce v Teutoburském lese. Využívaje rozporů mezi germánskými kmeny oslabujících Arminia, zaútočil na Chatty a dal zmasakrovat četné příslušníky tohoto kmene. Pak se vypravil proti Brukterům a postoupil až k řece Emži. Stanul i na místě Varovy porážky, kde dal pohřbít kosti padlých a navršit mohylu. Při zpátečním pochodu za Rýn byla jedna kolona Římanů bezmála zničena Arminiem, zatímco Germanicus, plavící se se svými muži po moři, se musel potýkat s rozmary počasí. Navzdory komplikacím v závěru výpravy byl Germanikovi odhlasován triumf, jehož přisouzením dával Tiberius najevo, že považuje válku za skončenou.
Germanicus se ovšem v rozporu s císařovým přáním odhodlal vytrvat v dobývání Germánie i v roce 16. Aby předešel riskantnímu pochodu hustě zalesněnou a bažinatou nepřátelskou zemí, postavil loďstvo značné velikosti, na něž naložil legie a proplul až k ústí Emže. Odtud táhl k řece Vezeře, po jejímž překročení se utkal s Arminiem v bitvě na pláni Idistaviso, v níž Římané zvítězili. Germáni se i přes porážku dokázali svým protivníkům zakrátko postavit v novém střetnutí, k němuž došlo u valu Angrivariů. Třebaže legionáři dobyli i v tomto boji vítězství, odpor Arminia a jeho Germánů zůstával nezlomen. Spokojen se svými úspěchy vydal se Germanicus po moři zpět do zimních ležení, jeho loďstvo ale při plavbě silně poškodila bouře. Římané přesto ještě před koncem roku podnikli dvě výpravy proti Chattům a Marsům. Germanicus byl přesvědčen, že k úplnému podmanění Germánie mu postačí jeden rok, avšak ten mu již Tiberius nedopřál. Princeps se místo toho přidržel Augustovy rady, aby říše byla udržována ve stávajících hranicích. V dopisech zasílaných Germanikovi upozornil na to, že sám v minulosti dosáhl v Germánii více svojí rozvahou než mocí, a nabídkou konzulátu ho vzdálil od rýnské armády zpět do Říma. Populární vojevůdce tam v květnu roku 17 oslavil triumf za vítězství nad germánskými kmeny, čímž byl symbolicky završen pokus Římanů o expanzi na pravý břeh Rýna.

#### Germanikova smrt na východě

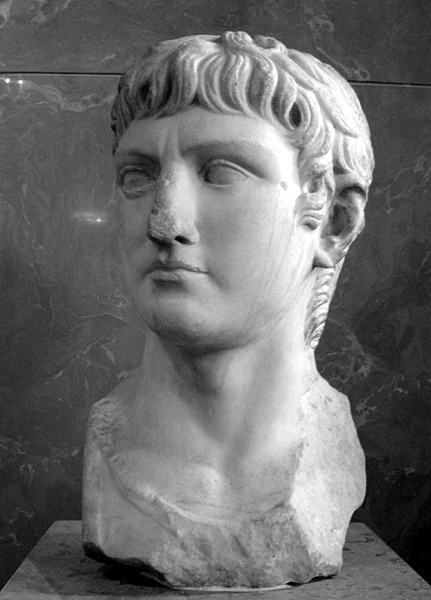
Germanicus, adoptivní syn Tiberia

Po svém triumfu odcestoval Germanicus z Tiberiova podnětu na východ vypořádat se s nově propukajícími nepokoji. Senát přiznal Germanikovi imperium, jímž byl nadřazen všem ostatním místodržitelům východních provincií. Přes Řecko, Malou Asii a Arménii se dostal až do Sýrie, s jejímž nedávno jmenovaným správcem Gnaeem Calpurniem Pisonem, mužem prudké povahy a Tiberiovým přítelem, upadl ihned po příjezdu do rozepře. V roce 19 se vydal do Egypta, kam byl senátorům už od časů Augusta vstup zakázán. Germanicus na to nehleděl a přistál v Alexandrii, v níž byl podobně jako předtím v Athénách vřele uvítán místním obyvatelstvem. Ze strany Tiberia ho za to stihla ostrá výtka, neboť k tomu neobdržel jeho svolení. Císařova reakce tak zřetelně poukazuje na jeho chladný vztah a nedůvěru k adoptivnímu synovi. Za jeho nepřítomnosti v Sýrii zrušil Piso všechna jím nařízená opatření, což po Germanikově příjezdu rozjitřilo jejich vzájemné nepřátelství. Germanicus záhy onemocněl a podezřívaje Pisona, že ho otrávil, vykázal ho z provincie. Zanedlouho nato v Antiochii podlehl své chorobě.
Zprávy o okolnostech Germanikovy smrti, a zvláště Pisonovo jednání, vyvolávaly v Římě podezření z možného komplotu, protože Tiberius a Livie Drusilla mohli mít zájem na odstranění oblíbeného následníka, představujícího potenciální hrozbu císaři. Mezitím Germanikova vdova Agrippina starší, hrdá Augustova vnučka a dcera Julie starší, dopravila popel svého zemřelého chotě do Itálie, kde byla přijata s náklonností a za všeobecného zármutku. Naopak Tiberius se choval způsobem odpovídajícím jeho stoickému a strohému charakteru, načež se vyrojily pověsti, že se tajně raduje ze skonu svého adoptivního syna. Těmto tvrzením lze jen stěží přikládat váhu. Císař nejspíše necítil osobní lítost nad Germanikem, ale jeho smrtí nezískal nic víc než nenávist, jelikož velká část veřejnosti podlehla zřejmě přesvědčení, že Germanicus byl zavražděn z jeho návodu. Sympatie lidu projevované Agrippině vnímal Tiberius s nevolí, pročež v něm utvrdily jeho nelibost k Juliině dceři.
Piso byl poté, co dorazil do Říma, obžalován v senátu z vraždy svého soka, jemuž měl podat jed. Tiberius odmítl tuto při osobně rozhodnout a vyzval senátory, aby jednali nestranně. Ačkoli důkazy mající svědčit o Pisonově vině v této věci sotva postačovaly k jeho odsouzení, lid proti němu zaujal silně nepřátelský postoj a senát byl nesmiřitelný. Piso nenašel zastání u císaře, v jehož pomoc spoléhal, ani u svých kolegů a ještě před vynesením rozsudku ho nalezli mrtvého.

#### Vnitřní politika
Tiberius navázal na Augustovu konzervativní politiku zachování stávajících poměrů a stavěl na obdobných zásadách a principech, jimiž se oficiálně řídil jeho adoptivní otec a mezi nimiž vyzdvihoval především mírnost (clementia). Senát chtěl učinit partnerem své vlády, kvůli čemuž se jeho členům zpočátku snažil dopřát nejvyšší míru volnosti v jejich rozhodování. Všechny záležitosti konzultoval se senátory jako rovný s rovnými a nikterak nezakročoval, pokud při hlasování převážil názor rozporný s jeho vlastním. Když ho chtěli vyznamenat titulem imperator, nepřijal to, a stejně se zachoval i v případě titulu pater patriae („otec vlasti“). Senátoři a magistráti se na něho i tak neváhali obracet v banálních otázkách se žádostí o jeho mínění a radu, případně schvalovali taková usnesení, o nichž byli přesvědčeni, že se jimi principovi zavděčí, a tím podkopávali svoji vážnost. Tiberius, jemuž se protivilo jejich pochlebování a patolízalství, prý často odcházel z budovy senátu a při tom si řecky stěžoval: „Ó ti lidé ochotní k otročení!“
Důvod, proč tak senátoři jednali, tkvěl v jejich pochybnostech o opravdovosti a upřímnosti císařova smýšlení vůči nim, zpochybněném průběhem jeho nástupu na trůn, a domnívali se tedy, že jde z jeho strany o pokrytectví a přetvářku. V senátu se navíc střetávaly různé skupiny stoupenců jednotlivých členů císařského rodu či jiných vlivných osobností. Postupně rostoucí pocit bezmoci mezi senátory, neodvažujícími se postavit principovi v těch věcech, v nichž mohl sledovat vlastní zájem, posiloval jejich tendence k servilitě a mařil Tiberiovy snahy o spolupráci. Roztrpčený jejich počínáním nedokázal císař porozumět příčině zhoršujících se vztahů spočívající v jeho dominantní pozici, podvazující samostatnou iniciativu senátorů. Tiberiovo lpění na tom, že princeps je pouze jedním z mnoha senátorů, se ukazovalo jako naprosto pošetilé a iluzorní. Prohlubující se mezera mezi principem a senátem, stále více patrnější po roce 23, představovala jeden z důvodů, proč Tiberius začal svěřovat čím dál větší díl administrativy do rukou svého blízkého rádce, pretoriánského prefekta Lucia Aelia Seiana.
V souladu s instrukcemi zanechanými Augustem Tiberius brzy po svém nástupu odejmul volby magistrátů lidovým shromážděním a přenesl toto oprávnění na senátory, jež tím zbavil potupné povinnosti podbízet se lidu a uplácet ho. V rámci nového uspořádání voleb princeps přijímal jména kandidátů a předčítal je v senátu. Často se pak stávalo, že se při volbách konzulů našli jen dva uchazeči na dvě volná místa. V roce 16 byl bývalý praetor Marcus Scribonius Libo Drusus obžalován skupinou senátorů ze spiknutí proti císaři a jeho příbuzným. Libo sice neznamenal nejmenší hrozbu a s vysokou pravděpodobností neosnoval žádnou konspiraci, přesto v zoufalství spáchal sebevraždu. Téhož roku Tiberiovi lidé dopadli Clementa, někdejšího otroka Agrippy Postuma, který se vydával za svého pána a shromáždil kolem sebe početný zástup příznivců.
Ve vztahu k jezdcům nepřikročil císař k žádným zásadním změnám. Jeho respekt k tradicím se odrazil v důrazu kladeném na původ příslušníků tohoto stavu, čímž se mělo zabránit nadměrnému přílivu bohatých propuštěnců do jeho řad. Asketický Tiberius neprojevoval na rozdíl od Augusta pražádnou zálibu v kratochvílích a zábavách lidu, jako byly gladiátorské zápasy nebo vystoupení v divadle, navzdory tomu se jich zkraje své vlády účastnil. Postupem doby se stále méně staral o veřejné mínění a někdy kolem roku 24 dal senát na jeho návrh vykázat všechny herce, příležitostně vyvolávající nepokoje, z Itálie do vyhnanství, z něhož se směli vrátit až za Caliguly. Stejný trest stihl rovněž astrology po procesu s Libonem, třebaže sám Tiberius se běžně spoléhal na věštby astrologa Thrasylla. Podobně senát zakročil proti vyznavačům Isidina kultu a Židům, z nichž část byla dopravena na Sardinii a ostatní vypovězeni.

#### Maiestas

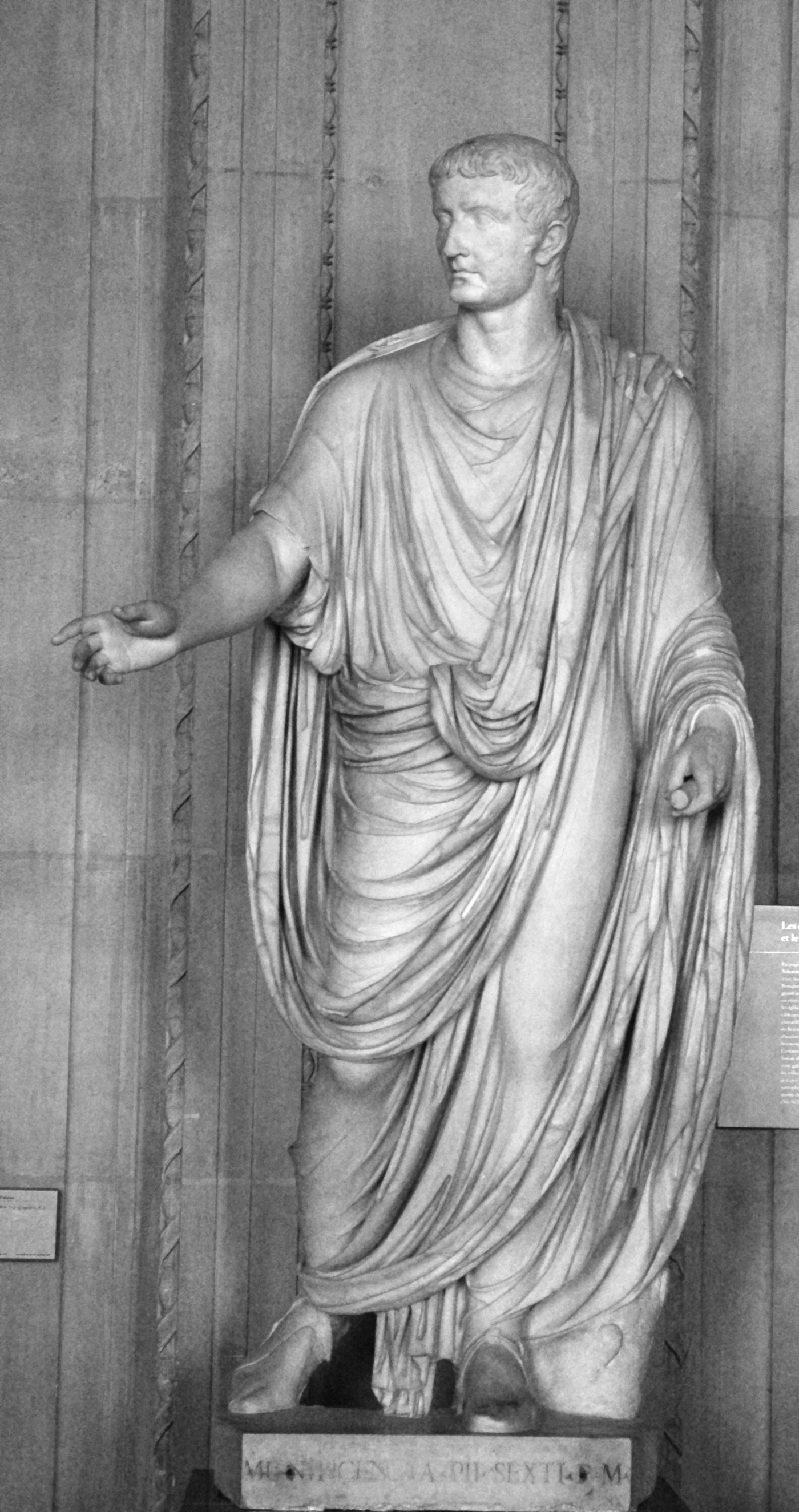
Mramorová socha Tiberia nalezená na Capri

Tiberius oplýval velmi obšírnými znalostmi římského práva a značnou část jeho každodenní činnosti tvořila jeho interpretace a aplikace. Suetonius uvádí, že princeps se účastnil soudních řízení jako přísedící a nabízel svoji pomoc a radu soudcům, nuceným jeho přítomností k řádnému výkonu svých povinností. Výjimečně intervenoval a zjednával nápravu, pokud hrozilo, že by obžalovaný vyvázl bez trestu vinou ledabylosti soudců. Taktéž Tacitus připouští, že Tiberius dbal o spravedlnost omezováním vlivu korupce a přímluv mocných na rozhodování praetorů, zároveň ho ale obviňuje z narušování soudcovské nezávislosti a silně kritizuje uplatňování zákona postihujícího velezradu (maiestas).
Původ tohoto právního předpisu spadá do pozdní republiky, kdy vznikly první zákony namířené proti osobám „snižujícím důstojnost římského lidu“ (maiestas minuta). Julius Caesar později zavedl zákon lex Iulia maiestatis, na základě něhož byla sankcionována velezrada a jednání poškozující zájem státu. Tento předpis po něm podstatně rozšířil Augustus, jenž mezi skutky jím trestané zahrnul i pomluvu a urážku na cti. Úskalí maiestas tkvělo ve vágním vymezení a příliš rozsáhlém okruhu činů, jež bylo možné pod něj podřadit. Zájem chráněný tímto zákonem mohl být totiž účelově vykládán ve prospěch toho, kdo vykonával vládu. Odtud chyběl už jen krůček k tomu, aby bylo maiestas užíváno výhradně proti činům nebo slovům poškozujícím císaře či jeho rodinu.
Obžaloby z velezrady iniciovali profesionální žalobci (delatores) motivovaní vidinou odměny, vyplacené jim z majetku odsouzených, k udávání zámožných senátorů a jezdců. Zpočátku byl jen nevelký počet jedinců obžalovaných v senátu z velezrady uznán vinným z tohoto zločinu, přesto se ihned plně projevil destruktivní potenciál skrývající se v maiestas. Císařova proklamovaná nestrannost a nezasahování do sporů obvykle paradoxně vedlo senátory k tomu, aby navrhovali takové rozsudky, jimiž by vyšli vstříc domnělému principovu přání. Tiberius poměrně často přikročil k intervencím, a přestože se k nim uchyloval ze spravedlivých důvodů, aby zabránil přehmatům, z pohledu senátu se tyto jeho kroky jevily jako svévolné. Senátoři se úzkostlivě snažili dělat to, o čem se domnívali, že po nich princeps vyžaduje, většinou však nerozuměli tomu, co by to mělo být.
K nevyzpytatelnosti Tiberiových záměrů přispívala jeho nekonzistentnost, jako tomu bylo v případě ostouzení památky Božského Augusta. Princeps nedovolil potrestat jisté jezdce, kteří se měli dopustit urážky jeho odkazu. Sám se ovšem zasazoval o odsouzení Augustovy vzdálené příbuzné kvůli neuctivým výrokům proneseným proti zemřelému císaři. Běžně docházelo ke kombinování obžaloby z maiestas s obviněními z jiných zločinů, jak se to přihodilo ve věci bývalého místodržitele Bithýnie, jehož případ Tiberia silně rozlítil patrně pro naprostou triviálnost činů kladených obžalovanému za vinu. Z řady jiných procesů popsaných či zmíněných Tacitem v rané fázi Tiberiova panování vyniká zvláště obžaloba Clutoria Priska. Tento jezdec získal slávu a odměnu od císaře za žalozpěv na zemřelého Germanika. Vážná choroba Drusa mladšího v roce 21 ho měla inspirovat ke složení básně v předtuše následníkovy smrti. Zatímco císař prodléval mimo Řím, horliví senátoři shledali Clutoria vinným a bez otálení ho dali popravit. Tiberius nesouhlasil s touto ukvapeností, načež senát přijal usnesení, podle něhož směl být trest vykonán po uplynutí lhůty deseti dnů od odsouzení.

#### Provincie a zahraničí
Za celé období svého principátu se Tiberius ani jednou nevzdálil za hranice Itálie, třebaže v dřívějších letech strávil mnoho času v provinciích. Řím a Itálii vnímal jako sídlo a zdroj vlády, přičemž provincie podle něho zaujímaly méně důležitou pozici. Podobně jako Augustus si ani on neuvědomoval jejich počínající politický význam a je doložen jen velice nízký počet provinciálů, jimž by udělil římské občanství. Oproti dřívějšku byl také zřejmý jistý útlum v urbanizaci a kolonizaci, napomáhajících rychlejšímu osvojování římského způsobu života v provinciích. Typickým rysem Tiberiova řízení administrativy byl jeho sklon nechávat zkušené místodržitele přesluhovat, v čemž se odrážela jeho vrozená nerozhodnost a váhavost, neboť preferoval setrvání osvědčených jedinců na jejich postech před změnami spojenými s možnými riziky. Například Gaius Poppaeus Sabinus jmenovaný správcem Moesie ještě za Augusta směl tuto funkci zastávat až do své smrti roku 35.

Římská říše v letech 14 až 37

Za Tiberia vypukla v provinciích celkem tři povstání, z nichž nejdelší se rozhořelo v roce 17 v severní Africe. Numiďan jménem Takfarínas, dobře obeznámený s římským vojskem z doby vlastní služby v něm, se postavil do čela několika afrických kmenů a dalších sedm let zdárně odolával Římanům. V roce 21 byl proti Takfarínatovi, plenícímu Afriku, vyslán Seianův strýc Quintus Junius Blaesus, jemuž se podařilo zatlačit nepřátele hluboko na jih. Císař považoval válku za skončenou a povolil Blaesovi titul imperátora. Takfarínas ale pokračoval v odboji a teprve o tři roky později padl zásluhou Publia Cornelia Dolabelly. V Galii se v roce 21 odehrála nejvážnější vzpoura, vyvolaná neúnosným daňovým zatížením. Jejími vůdci se stali příslušníci místní aristokracie: Julius Florus z kmene Treverů a Julius Sacrovir pocházející z kmene Haeduů. Florovu revoltu brzy potlačily nedaleko se zdržující rýnské legie. Nebezpečnější Haeduové, vedení Sacrovirem, kapitulovali až poté, co byli ničivě poraženi u města Augustodunum (Autun). Z týchž příčin se roku 28 vzbouřili rovněž germánští Frísové, jimž se na rozdíl od galských kmenů podařilo vydobýt si na Římanech svobodu. Tiberius totiž neseznal za přínosné si tento kmen znovu podrobovat. Vedle těchto vzpour došlo k určitému pozdvižení i v Judeji, když prefekt Pontius Pilatus nechal přinést vojenské standarty nesoucí principovy podobizny do Jeruzaléma, a tím popudil Židy.
Tiberius se vyhýbal dobývání nových území a snažil se spíše o zaokrouhlení hranic impéria. V době Germanikovy mise na východ došlo k rozšíření jeho teritoria v Malé Asii. Archeláos, dlouholetý klientský král Kappadokie, opomenul navštívit Tiberia při jeho pobytu na Rhodu, kvůli čemuž ho Livie Drusilla předvolala dopisem do Říma. V senátu byla proti letitému Archeláovi vznesena obžaloba, načež král za poněkud nejasných okolností v roce 17 zahynul. Kappadokie byla následně přeměněna v provincii stejně jako Kommagéna, jejíž král zemřel téhož roku. Výnosy z těchto bohatých východních zemí umožnily císaři, aby snížil jednoprocentní daň z obratu na polovinu. Thrákii zachvátily po smrti tamějšího krále dynastické zmatky trvající několik let a vyžadující si jistou pozornost římských velitelů. Navzdory opětovně propukajícímu neklidu nebyly za Tiberiova života učiněny pokusy o začlenění tohoto království do římské říše. Jakmile Římané přestali usilovat o potření Germánů, rozhořely se mezi kmeny vnitřní rozbroje, jak to Tiberius předpovídal. Ačkoli zdolání Arminia zůstalo Římanům odepřeno, jejich někdejší nepřítel Marobud přišel Drusovým přičiněním o svoji doménu a musel vyhledat azyl na římské půdě.
Situace na východních hranicích říše se po valnou část Tiberiova období vyvíjela pro Římany příznivě. Germanicus dosadil roku 18 v Arménii za krále římského chráněnce Artaxa III., čímž vychýlil převahu v této zemi na římskou stranu. Vztahy s Parthy se poněkud vyhrotily v důsledku smrti tohoto panovníka, když tehdejší parthský král Artabanos II. učinil roku 34 arménským vládcem svého syna Arsaka a zároveň vznesl nárok na všechna území kdysi držená Peršany. Nicméně Iberové, podporovaní Luciem Vitelliem, místodržitelem Sýrie, vypudili Arsaka z Arménie a ustavili králem prořímského pretendenta. Vitelliovi se pak podařilo dopomoci Tiridatovi III. přechodně k trůnu v Ktésifóntu.

#### Hospodářská politika

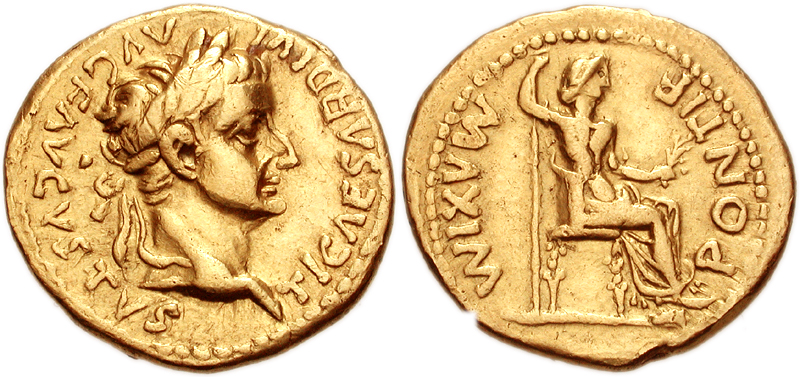
Aureus zobrazující Tiberia, na zadní straně Livie zpodobněná jako bohyně míru Pax

Tiberius se v ekonomických záležitostech řídil svou přirozenou šetrností, takže uplatňoval poměrně přísný úsporný program, kombinovaný s jistou mírou osobní štědrosti. Tento přístup osvědčil svoji praktičnost vzhledem k výraznému poklesu finančních rezerv státu v závěru Augustova panování, ačkoli někteří historikové namítají, že uměřenějším hromaděním prostředků mohl římskému hospodářství prospět více. Císařově spořivosti a opovrhování luxusem vyhovovalo usnesení senátu z roku 16 namířené proti oblékání šatů z hedvábí a výrobě nádobí ze zlata. Ve srovnání se svým předchůdcem Tiberius znatelně zaostával v oblasti veřejné výstavby, jelikož uskutečnil jen zanedbatelné množství významnějších projektů. Místo o popularitu, již by si tím zajistil v očích lidu, usiloval spíše o naplnění pokladny. Sám nechal vybudovat pouze Augustův chrám a obnovit Pompeiovo divadlo, ovšem ani jedna z těchto staveb nebyla za jeho vlády dokončena. Vedle toho dal dostavět nebo opravit chrámy, na nichž se začalo pracovat už za Augusta. Pro vojenské účely zřídil četné silnice na Balkáně, v severní Africe a Hispánii.
Princeps se výjimečně oprostil od své hospodárnosti a několika zchudlým senátorům dorovnal jmění, aby mohli nadále požívat svého statusu. Nejznámější doklad jeho štědrosti je spojen s pustošivým zemětřesením, jež se událo roku 17 a zničilo dvanáct měst v provincii Asii. Nejvíce poničenému městu Sardy přislíbil dar ve výši jednoho milionu sesterciů a všem obcím prominul na pět let daně. Obdobně se zachoval i v roce 23 při jiné pohromě tohoto druhu. Úzkostlivě se staral o zásobování Říma obilím a při jeho úbytku subvencoval jeho cenu. Taktéž neváhal investovat státní prostředky na protiopatření bránící rozvodnění Tiberu a při opakovaných požárech města. Výši zdanění se snažil udržovat na snesitelné úrovni a usměrňoval nenasytnost správců, z nichž několik bylo souzeno pro vykořisťování a krutost v přidělených provinciích. Dle Tiberiova vlastního vyjádření „smí dobrý pastýř ovce stříhat, ale ne dřít z nich kůži.“ Mezi obyvateli provincií proto požíval podstatně vyšší reputace než v Římě.
V pozdějších fázích vlády začal Tiberius projevovat znepokojivý zájem o peníze a bohatství jiných senátorů. Obžaloby vznášené proti některým z nich poskytly císaři příležitost ke konfiskaci jejich jmění. První takový případ zmiňuje Tacitus v roce 24, další se vyskytly ve třicátých letech. Majetek takto odnímaný jeho vlastníkům leckdy pocházel z darů císaře. Tyto postihy mohly být zapříčiněny úbytkem drahocenných kovů, který sehrál důležitou roli ve finanční krizi roku 33. Nedostatek disponibilních prostředků vedl tehdy ke zvyšování úrokové míry, proti čemuž princeps zakročil zákonem proti lichvě. Senát nebyl schopen vypořádat se s nastalou nejistotou zaviněnou klesajícími cenami nemovitostí, načež Tiberius nařídil, aby bohatí uložili dvě třetiny své hotovosti do pozemků a dlužníci uhradili stejnou část svých závazků. Toto opatření se ale minulo účinkem a teprve uvolněním bezúročné půjčky sto milionů sesterciů na tři roky císař zažehnal vzniklou krizi. Svému nástupci zanechal obrovskou sumu peněz, jejíž výše měla činit 2,7 miliardy sesterciů.

#### Rodinná pohroma

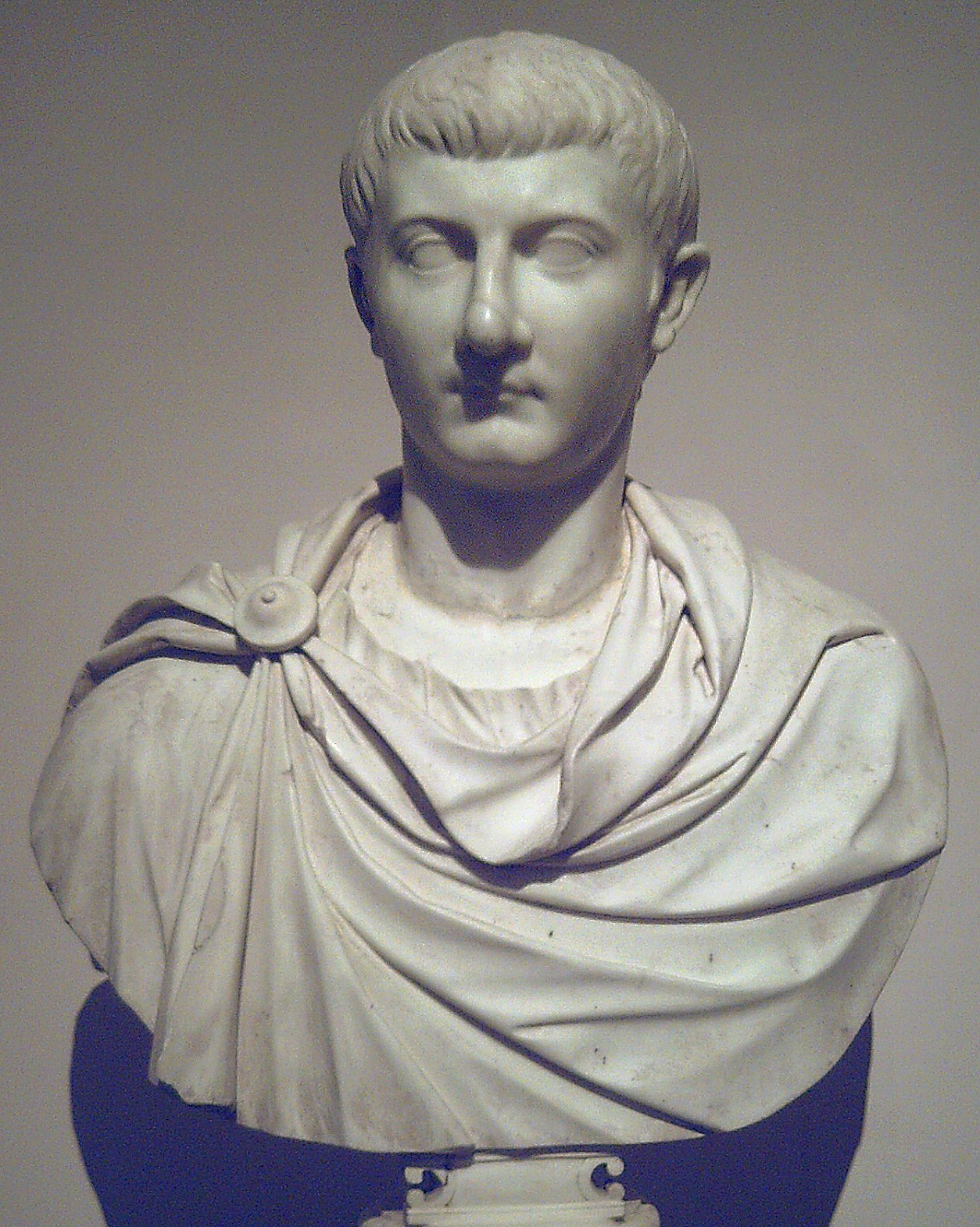
Tiberiův syn Drusus mladší

Po Germanikovi přešlo následnictví na Tiberiova vlastního syna Drusa mladšího. Pokud by Tiberius skonal, měl se Drusus stát ochráncem zájmů synů Germanika a Agrippiny starší: Nerona Caesara, Drusa Caesara a Gaia, z nichž nejstarší přeživší by po Drusovi získal vládu. Drusus mladší byl systematicky připravován na svoji budoucí roli velením v Ilýrii a dvěma konzuláty. Během trvání druhého z nich roku 21 se Tiberius stáhl do Kampánie, zatímco Drusus vyřizoval v Římě státní záležitosti. V následujícím roce se princeps rozhodl formálně stvrdit Drusovo nástupnictví udělením tribunské moci. Navzdory tomu byl Drusus zastiňován pretoriánským prefektem Luciem Aeliem Seianem, jehož vážnost nesmírně vzrostla díky Tiberiově přízni a důvěře, jež si vysloužil pro svoji oddanost, píli a nepodlézavost. Císařův komplikovaný vztah k určitým členům rodiny, zvláště k Agrippině starší, rozepře se senátem a prohlubující se izolovanost dále zvyšovaly vliv Seiana, na něhož Tiberius bezvýhradně spoléhal. Seianus navíc přemluvil císaře ke zbudování kasáren (Castra praetoria) na Viminálu, do nichž soustředil pretoriánskou gardu, nacházející se předtím rozptýleně na různých místech.
Drusus spatřoval v Seianovi svého konkurenta, přičemž se jen s velkou nevolí smiřoval s jeho mocí a při jednom incidentu se s ním fyzicky střetl. Nadto Drusova manželka Livilla se údajně stýkala se Seianem jako jeho milenka. Drusus se patrně netěšil příliš pevnému zdraví a měl sklony k bezuzdnému požitkářství. V roce 23 ho postihlo onemocnění, jemuž po několika dnech podlehl. Nehledě na ztrátu syna vykonával Tiberius své povinnosti jako obvykle a docházel do senátu, ačkoli vnitřně ho tato událost zdrtila. O osm let později napsala Seianova zapuzená manželka před svojí sebevraždou císaři dopis, v němž Livillu a Seiana jmenovala jako pachatele Drusova úmrtí, čehož měli docílit jedem. Dnešní historikové Seianovu účast na Drusově smrti zpochybňují, přestože pretoriánský prefekt měl nesporně silný motiv k odstranění císařova syna.
Když Drusus mladší zemřel, Tiberius svěřil senátorům do ochrany Germanikovy syny a své vnuky Nerona Caesara a Drusa Caesara. K nelibosti jejich netrpělivé matky Agrippiny starší však císař nijak neurychlil jejich politickou kariéru. Od Germanikovy smrti vězela mezi Agrippinou a Tiberiem nesnadno překonatelná propast oboustranné nedůvěry, ještě prohlubovaná Seianovými intrikami znemožňujícími jakékoli usmíření. Seianus utvrdil císařovu podezřívavost ke snaše a jejím záměrům sérií žalob vznesených proti četným z jejích přátel a příbuzných, které prostřednictvím vybraných žalobců pohnal k soudu pro velezradu. Takovýmito kroky Tiberia postupně přiměl věřit, že Agrippina a její stoupenci jsou vůči němu nepřátelsky naladěni. Naproti tomu Agrippina byla přesvědčena, že tyto útoky podniká Tiberius, třebaže podnět k nim zavdal Seianus.

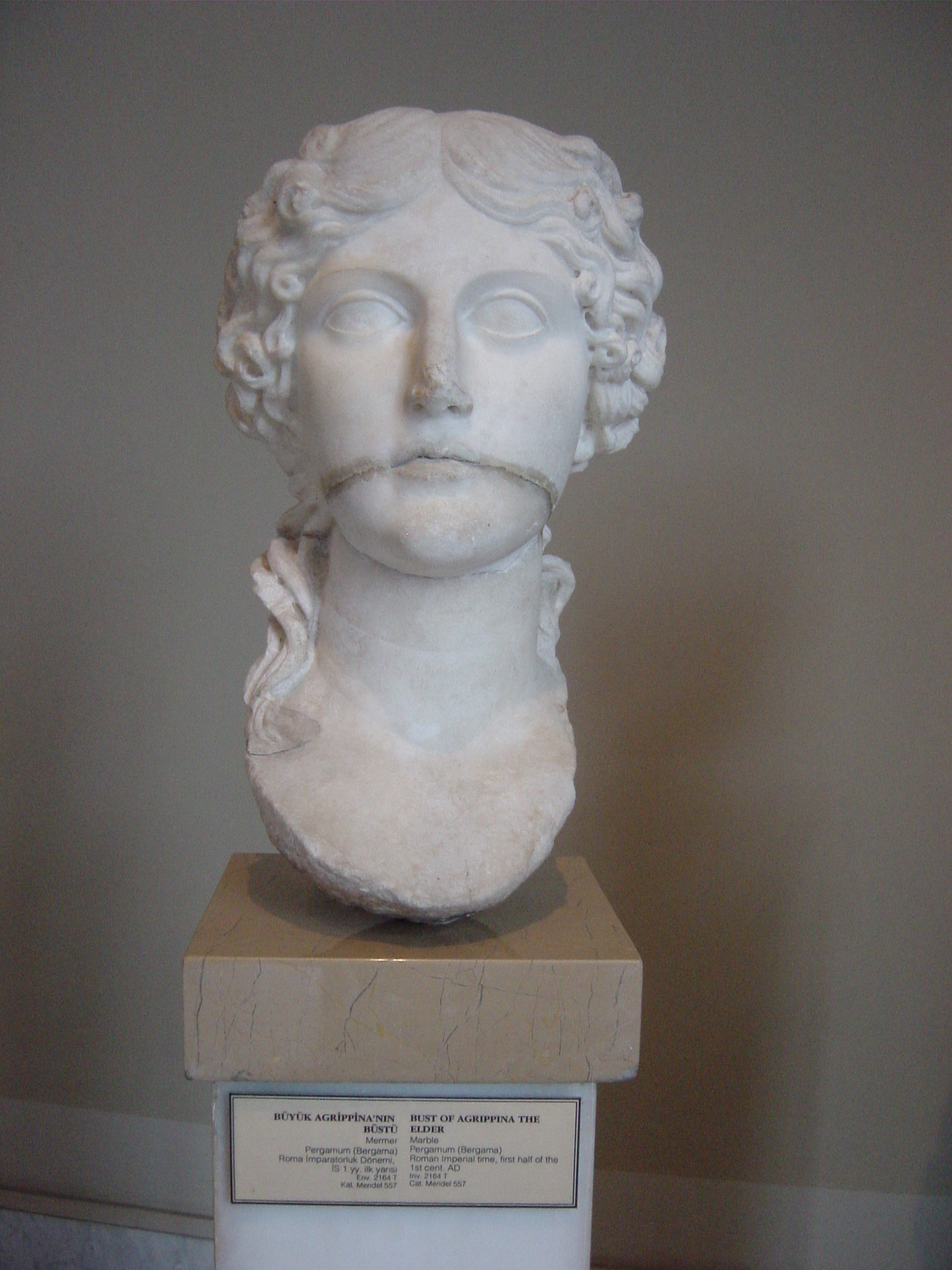
Germanikova vdova Agrippina starší

V roce 24 byl někdejší Germanikův podřízený Gaius Silius obžalován z maiestas. Jeho manželka Sosia Galla skončila ve vyhnanství, kdežto Silius ušel jistému potrestání sebevraždou. Následujícího roku se Seianus vypořádal se svým oponentem, republikánsky smýšlejícím historikem Aulem Cremutiem Cordem. Ten se měl dopustit velezrady tím, že ve svém díle vychvaloval Marka Bruta a Gaia Cassia nazval posledním Římanem. Stále opuštěnější Agrippinu Tiberius roztrpčil rovněž odmítnutím nové svatby, neboť její manžel by se stal jeho potenciálním protivníkem. O něco dříve nevyhověl Seianově žádosti o povolení sňatku s Drusovou vdovou Livillou, v čemž sehrála svoji roli i skutečnost, že Seianus nebyl senátor, nýbrž pouhý jezdec. V roce 26 se Tiberius, znechucený a vyčerpaný poměry a vyostřujícím se sporem s Agrippinou, rozhodl trvale opustit Řím, odkud zamířil do Kampánie a posléze se usadil na obtížně přístupném ostrově Capri. Seianus od okamžiku Tiberiova odchodu zajišťoval komunikaci mezi ním a senátem, jehož členové se neodvažovali přijmout jakékoli usnesení z vlastní vůle, takže každá záležitost musela být předeslána dopisem k uvážení principovi. Císař odkázaný na Seianovo zprostředkování však záhy ztratil kontakt s realitou.
Jakmile Seianus zbavil Agrippinu, již klamal předstíraným přátelstvím, opory jejích spojenců, začal chystat přímý úder proti Germanikově rodině. Za tímto účelem rozvinul síť provokatérů majících za úkol vzbudit u Agrippiny a Nerona Caesara strach, a zároveň přikázal svým špehům sledovat veškerý jejich pohyb a aktivitu. Proti Neronovi se mu podařilo získat jako donašeče i jeho mladšího bratra Drusa Caesara. Germanikova přítele Titia Sabina svedli Seianovi agenti k neuváženým řečem, v nichž kritizoval prefekta i principa, za což byl senátem odsouzen a neprodleně popraven. V roce 29 zemřela letitá Augustova vdova Livia Drusilla, jejíž vztah s Tiberiem vykazoval v závěru jejího života stále větší napětí. V Tacitově podání padla Liviinou smrtí poslední zábrana tyranii, jelikož nedlouho nato zaslal císař senátu dopis, v němž na základě Seianem dodaných informací obžaloval Agrippinu a Nerona Caesara z velezrady. Oba byli posléze uvězněni na odlehlých ostrovech: Nero na Pontii a Agrippina na Pandaterii, kam byla kdysi vyhnána její matka.
Po Agrippinině vyhnanství dostihla principova nenávist předního senátora Gaia Asinia Galla, který se oženil s Vipsanií poté, co ji Tiberius zapudil. Gallus byl roku 30 pozván na Capri, kde se k němu jeho hostitel choval s falešnou vlídností. Senátoři mezitím obdrželi dopis, jímž si císař postěžoval na Galla, kvůli čemuž ho bez váhání odsoudili. Tiberius nedovolil Gallovi zemřít, nýbrž protahoval jeho utrpení další čtyři roky a záměrně ho udržoval při životě nedostatečnou stravou, než Gallus vyhladověl k smrti. Téhož roku se obětí Seianových pletich stal také Drusus Caesar. Senát ho stejně jako jeho bratra prohlásil za nepřítele státu (hostis), načež byl vsazen do podzemní kobky pod Palatinem. Jako Tiberiovi možní nástupci zbývali nyní jenom dva nezkušení mladíci, Germanikův syn Gaius, přezdívaný Caligula, a syn Drusa mladšího, Tiberius Gemellus.

#### Seianův pád
Seianus se na počátku třicátých let ocitl na vrcholu své moci. Tiberius ho neváhal označovat za partnera sdílícího s ním břemeno vládnutí a dovolil mu pojmout Livillu za manželku. Na jeho počest byly vztyčovány sochy a konány oběti, a i jedinci nejvíce se ho obávající a pociťující k němu nenávist mu lichotili. V roce 31 Tiberius zastával svůj pátý konzulát, přičemž si za svého kolegu v tomto úřadě zvolil právě Seiana. Někdy v této době ale císař seznal, že svému prefektovi dovolil vyrůst až příliš vysoko a ten se mu stává nebezpečným soupeřem. Důkazy o Seianových zločinech se Tiberiovi údajně donesly v psaní od Caligulovy babičky Antonie mladší, následkem čehož mělo v císaři vzklíčit vážné podezření. To se odrazilo i v proměnlivém obsahu dopisů zasílaných z Capri, v nichž kolísal ve svém mínění o Seianovi, jehož jednou vyzdvihoval, podruhé káral. Zneklidněného Seiana ještě více znepokojilo císařem iniciované zastavení procesu proti jednomu z jeho protivníků. Tiberius taktéž zakázal přinášet oběti jakémukoli žijícímu člověku. Seianovy vzrůstající obavy zaplašil šířenými zvěstmi o tom, že se mu chystá udělit tribunskou moc.

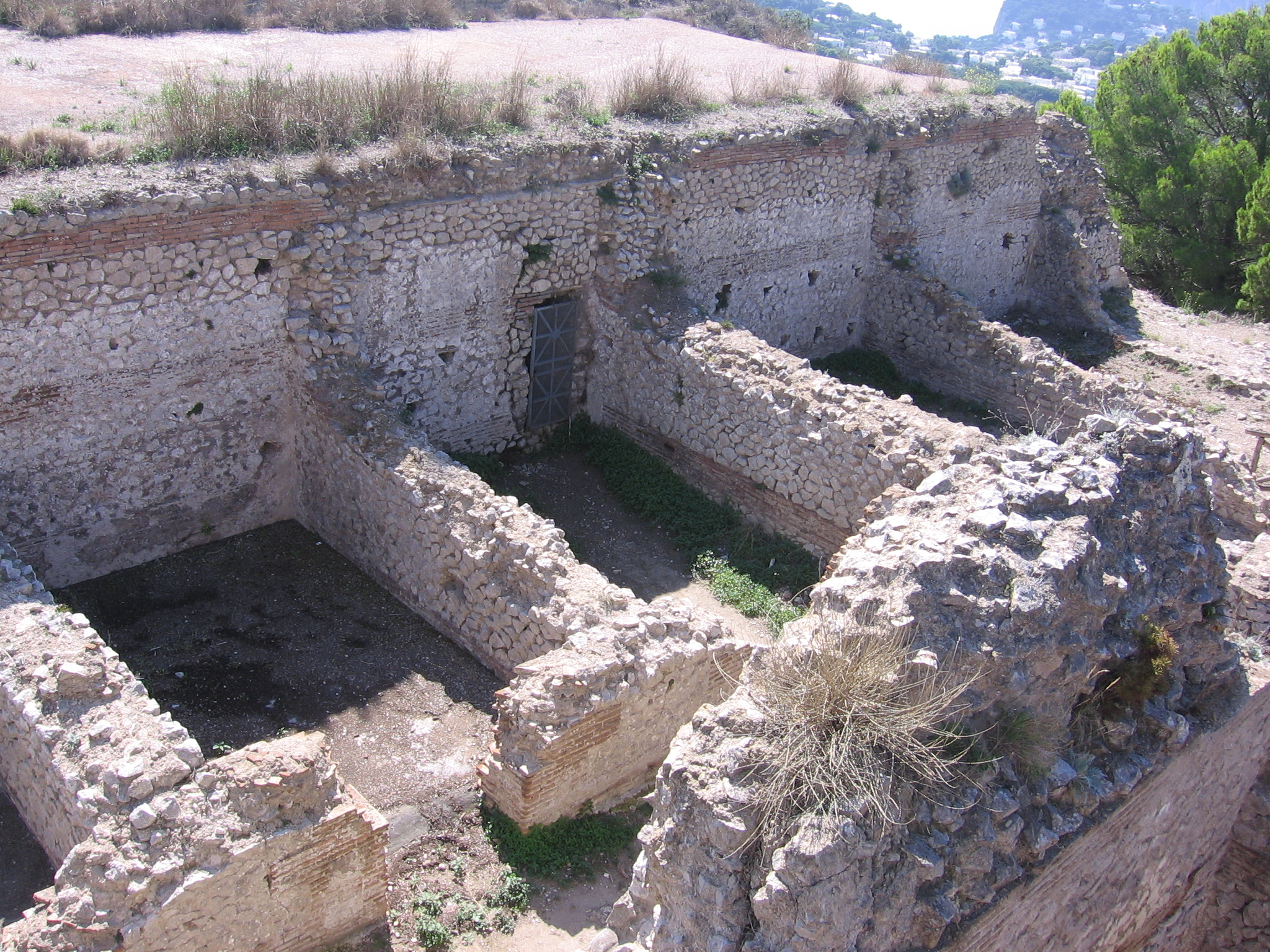
Ruiny Tiberiovy Villy Iovis na Capri

Po několikaměsíčním váhání se Tiberius v říjnu 31 odhodlal k zákroku proti Seianovi. Za tímto účelem vyslal z Capri do Říma Quinta Naevia Sutoria Macrona, pověřeného hodností pretoriánského prefekta. Macro se 18. října setkal krátce před sezením senátu na Palatinu se Seianem, jehož potěšil zprávou o chystaném povýšení. Následně odvolal pretoriány hlídající Apollónův chrám, vyhrazený pro zasedání, a nahradil je spolehlivějšími vigily. Poté si pospíšil do kasáren pretoriánů, jimž se prokázal jako jejich nový velitel a příslibem donativů si zabezpečil jejich loajalitu. V chrámu byl udiveným senátorům přečten dlouhý a mnohoslovný dopis od Tiberia, v němž princeps vznesl řadu nicotných stížností proti Seianovi a nakonec žádal o jeho uvěznění. Senát, povzbuzený reakcí davu spontánně se radujícího z pádu všemocného pretoriánského prefekta, odsoudil Seiana k smrti a ještě téhož dne byl rozsudek bezodkladně vykonán.
Tiberius ve své autobiografii vysvětloval potrestání Seiana zjištěním, že pretoriánský prefekt přivodil záhubu Germanikovým dětem. Suetonius toto tvrzení vyvrací poukazem na to, že Nero Caesar byl popraven teprve v době, kdy Tiberius začal o Seianovi pochybovat. Podle oficiální verze spočívala jeho vina ve strojení úkladů plánováním vraždy Tiberia a Caliguly. Současní badatelé neshledávají ovšem možnost, že by Seianus usiloval o Tiberiovo zavraždění, za příliš pravděpodobnou, neboť jeho pozice závisela na principově přízni. Jestliže by se pokusil císaře sesadit a chopit se vlády, většina římského lidu by opovrhovaného a nemilovaného Seiana nepřijala. Krom toho se nemohl opřít ani o podporu aristokracie a armády. Případná konspirace proti Tiberiovi mohla být tedy posledním zoufalým činem, když se císař zjevně odvrátil od svého oblíbence. Seianovu jedinou příležitost k získání absolutní moci představovalo jeho ustanovení ochráncem Gemella jako budoucího císaře, spiknutí s cílem odstranit Caligulu se tudíž zdá být věrohodnější variantou.
Po Seianově smrti se na jeho stoupence a příbuzné rozpoutal v Římě hon, pustošící město několik dalších týdnů. Během nastalých nepokojů zlynčoval běsnící lid některé z jeho příznivců, zatímco rozzuření pretoriáni drancovali majetek svého bývalého velitele, aby ze sebe smyli podezření z náklonnosti k němu. Mnozí lidé byli odsouzeni, jiní spáchali sebevraždu. Seianova zkáza postihla rovněž jeho syny a dceru, kteří brutálně zahynuli na popravišti. Prefektova někdejší manželka Apicata označila v dopise, určeném císaři, Livillu a svého chotě za vrahy Drusa mladšího a vzápětí skončila svůj život vlastní rukou. Livillu uvrhla její matka Antonie mladší do domácího vězení, v němž ji nechala vyhladovět. Tiberius byl dlouho svírán nejistotou ohledně zdaru Macronovy akce a měl proto přichystáno loďstvo pro případ úniku. Ani Macronův úspěch však neulehčil Tiberiově mysli, roztrpčené navíc předsmrtným sdělením Seianovy manželky. Sklíčen zjištěnými skutečnostmi a neschopen komukoli důvěřovat nevycházel prý dlouhé měsíce ze své rezidence.

#### Závěr života na Capri
Poslední léta Tiberiovy vlády probíhala ve znamení soudních procesů převážně s jedinci podezřelými z velezrady kvůli zapojení do Seianových plánů. Odsouzena byla řada senátorů a jezdců, jejichž zločin leckdy tkvěl ve snaze domoci se přízně císařova dlouholetého nejbližšího společníka a přítele. Tiberiovi, děsícímu se konspirace a podezřívavějšímu více než kdy dříve, postačoval sebemenší doklad jakéhokoli spojení se Seianem jako důvod ke stíhání. Popravy postihovaly i ženy truchlící nad ztrátou svých příbuzných a výrazně vzrostl také počet sebevražd. Tacitův popis tehdejších událostí sestává z výčtu desítek obětí režimu a i nynější badatelé připouštějí, že v tomto období nastala skutečná vláda teroru umocněná Tiberiovou nepředvídatelností. Všeobecnou atmosféru strachu a intrik dále rozdmýchávali Macro a Caligula, využívající ji k odstraňování svých oponentů. Někteří muži, jimž se podařilo zachránit před Seianovou nenávistí, podlehli Macronovi, jenž se nakonec ukázal ukrutnější než Seianus. V roce 33 zahynul ve vězení Drusus Caesar, jemuž byla odpírána výživa. Nedlouho po něm se Agrippina starší dobrovolně připravila o život, ačkoli nelze vyloučit smrt z nedostatku potravy.

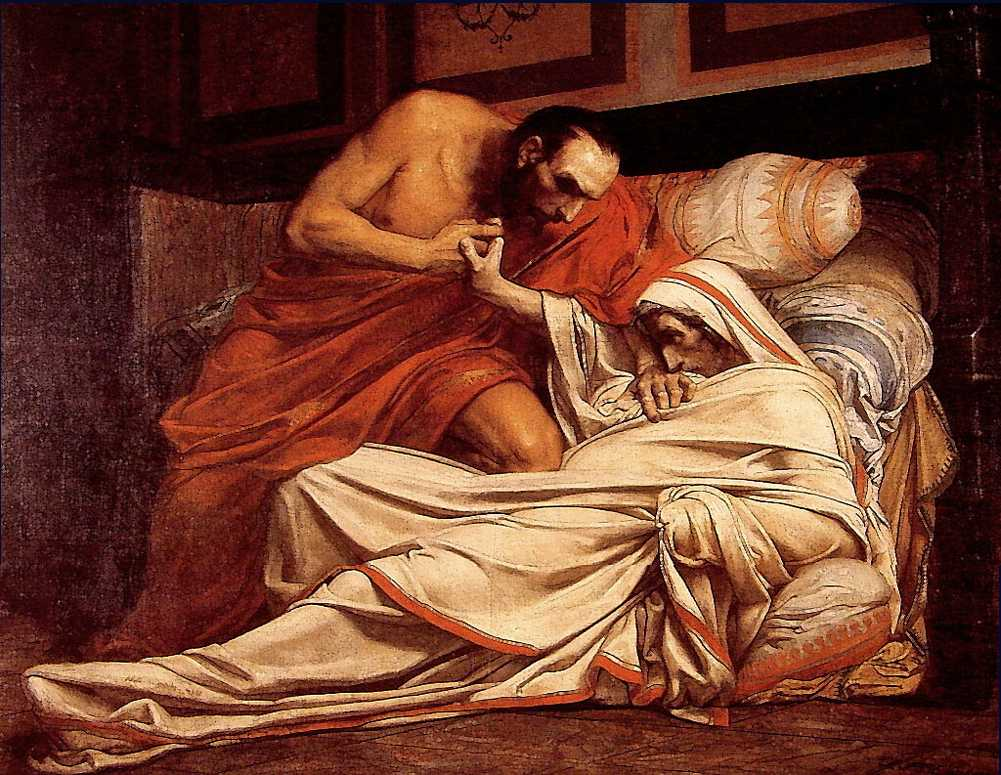
Tiberiova smrt, obraz od Jean-Paula Laurense znázorňující římského císaře udušeného na Macronův rozkaz

Tiberius se opakovaně vydával ze svého ústraní do Říma, nicméně v nevelké vzdálenosti od města vždy přerušil svoji cestu a obrátil se nazpět. Po zbytek života se zdržoval ponejvíce v osamělém odloučení na Capri. Jeho izolace a nepřátelství lidu daly vzniknout hojným a těžko prokazatelným pomluvám o neobvyklých císařových sexuálních zálibách. Antičtí dějepisci neopomněli vylíčit různé druhy perverzností, jimž se měl oddávat. Ve věci nástupnictví nepreferoval žádného ze svých dvou zbývajících vnuků. Caligula, na něhož přešla otcova popularita, měl na své straně Macrona a započal už veřejnou dráhu, což činilo jeho šance na získání trůnu pravděpodobnější. Přesto oplýval zjevnými vadami charakteru, jichž si Tiberius dobře povšiml. Naproti tomu Gemellus i přes určité pochybnosti pocházel z jeho vlastní krve, každopádně byl o sedm let mladší než Caligula. Ve svých úvahách se císař zaobíral dokonce i svým synovcem Claudiem. 
Při návratu na Capri Tiberius v březnu 37 v Kampánii onemocněl. Svůj neuspokojivý zdravotní stav nejprve skrýval, posléze se odebral do své vily ve městě Misenum a zde 16. března téhož roku za poněkud záhadných okolností skonal. Tacitus uvádí, že u něho došlo k zastavení dechu, z čehož se usuzovalo na jeho smrt. Caligula už měl přijímat blahopřání k vládě, když Tiberius znovu nabyl vědomí a dožadoval se stravy. Princ upadl do rozpaků a obával se trestu, avšak Macro duchapřítomně nařídil zadusit císaře velkým množstvím pokrývek. Obdobně líčí tuto událost i Cassius Dio, podle něhož prý Tiberia udusil sám Caligula s Macronovou pomocí. Suetonius podává několik možných verzí jeho úmrtí a mimo jiné cituje Seneku staršího zmiňujícího se o tom, že císař ležel dlouho bez pohnutí, potom volal své služebníky. Jelikož se nikdo nehlásil, pokusil se vstát, načež zkolaboval a zemřel. Současní historikové považují Senekovo líčení Tiberiových posledních okamžiků za nejhodnověrnější.
Jakmile se roznesla zpráva o principově smrti, v Římě naplno propukla radost lidu, prahnoucího po tom vhodit jeho mrtvolu do Tibery. Navzdory tomu bylo Tiberiovo tělo vojáky řádně dopraveno z Misena do hlavního města. V senátu byla přečtena poslední vůle zemřelého, v níž ustavil svými dědici rovným dílem Caligulu a Gemella. Konzulové, jak bylo předem dojednáno, prohlásili závěť za neplatnou s odůvodněním, že v době pořízení nebyl její vyhotovitel duševně zdráv. Caligula senátory vyzval, aby prohlásili mrtvého císaře za boha. Protože ale tento návrh nijak neprosazoval, zůstala deifikace Tiberiovi odepřena stejně jako ostatní pocty přiznané kdysi Augustovi. Caligula mu dopřál pouze státní pohřeb, po němž byly jeho spálené ostatky uloženy do Augustova mauzolea.

## Odkaz

### Hodnocení

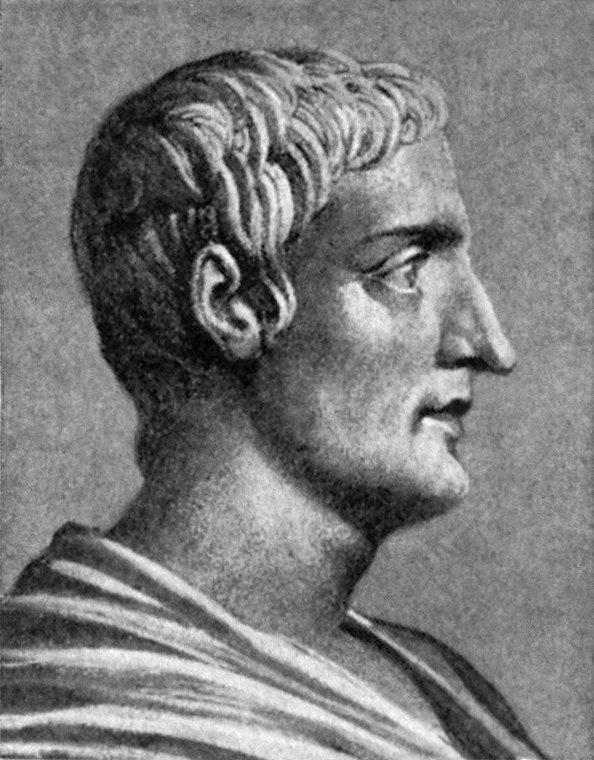
Cornelius Tacitus

Dochované prameny, pocházející převážně od autorů senátorské historiografie, vykreslují Tiberia jako tyranského a pokryteckého jedince. Toto hodnocení bylo převzato ze starších, dnes už ztracených historických prací. Nejpodrobnější popis Tiberiova období obsahují Tacitovy Letopisy, jejichž prvních šest knih se věnuje tomuto císaři. Tacitus podává nanejvýš negativní obraz Tiberia, který měl v různých stádiích vlády postupně odkrývat svoji zavrženíhodnou povahu. Jeho vstřícnost vůči senátu, již dával průchod v počátcích panování, odsuzuje jako projevy licoměrnosti. Podstatná část líčení se zabývá velezrádnými procesy, zásadně ovlivňujícími Tacitovo nepřátelské vnímání Tiberia. Suetonius se soustředí především na různé anekdoty, jimiž poukazuje na četné Tiberiovy nectnosti, a na jeho údajnou zhýralost na Capri. Na druhou stranu oceňuje principovy činy v úvodu jeho panování a vyzvedává jeho umírněnost. Cassius Dio navazuje na Tacita zdůrazňováním Tiberiovy neupřímnosti a přetvářky. Naproti tomu Velleius Paterculus, současník císaře a jeho podřízený, ho zahrnuje přehnanou chválou. Vedle těchto čtyř autorů nabízejí cenné informace rovněž díla obou Seneků, Valeria Maxima, Plinia staršího nebo Flavia Josepha.
Novodobí historikové zaujali k Tiberiovi smířlivější stanovisko než jejich antičtí předchůdci. Od 19. století probíhaly intenzivní snahy o jeho rehabilitaci, završené roku 1960 v posmrtně vydaném císařově životopise od Ernsta Kornemanna. V souladu s moderním vyváženějším přístupem je uznáván Tiberiův nesporný přínos spočívající v udržení míru, díky čemuž konsolidoval a upevnil římskou říši, značně rozšířenou výboji za Augusta. Místo podnikání nákladných zahraničních tažení užíval raději diplomatických prostředků a hrozeb vojenskou silou. Při nakládání s financemi si počínal mimořádně hospodárně a v císařské pokladně zanechal pozoruhodnou sumu téměř tří miliard sesterciů. Ve vnitřní politice zastával dva protichůdné koncepty: lpění na Augustem vytvořené formě vlády a omezení své role při řízení státu ve prospěch senátu. Zamezením inovací stávajícího zřízení dosáhl naplnění prvního cíle, ovšem jeho záměr nastolit vládu senátu naprosto ztroskotal. Tento neúspěch posléze fakticky uznal svým odchodem na Capri. Tiberiovo prosazování republikánských zásad se ocitalo v trvalém rozporu s neustálou obavou o vlastní bezpečí, závisejícím na uchování statutu principa. Snaha poskytnout senátu širší svobodu při rozhodování o státních záležitostech narazila na autokratickou povahu principátu zvýrazněnou některými císařovými nepříznivými osobnostními rysy a oportunismem ambiciózních jedinců, což oslabilo a demoralizovalo vedoucí vrstvy římské společnosti, jejichž apatie otevřela dveře Caligulově despocii.

### Evangelium
Do Tiberiovy vlády spadá působení Ježíše Krista, ukřižovaného v Judeji tamějším římským místodržitelem Pontiem Pilatem. V Kristových kázáních se vícekrát vyskytuje výraz „císař“, aniž by byl přímo jmenován Tiberius. Kupříkladu mincí, již Kristus radil odevzdat císaři, byl zřejmě denár s Tiberiovou podobiznou. Jeho jméno je v Novém zákoně výslovně uvedeno jen jednou, a to v Lukášově evangeliu. Samotné Kristovo ukřižování, které se událo nejspíše roku 30, nevzbudilo v soudobém Římě žádný ohlas, neboť Judea se tehdy považovala za klidnou provincii. Tacitus se v části svého díla vyhrazenému Tiberiovi o Kristovi nijak nezmiňuje, nicméně připomíná jeho smrt při líčení poprav křesťanů za Nerona. Křesťanský historik Eusebios z Kaisareie ve svých Církevních dějinách poznamenává, že římský senát odmítl uznat křesťanského Boha, avšak Tiberius křesťany nijak nepronásledoval, čímž umožnil šíření jejich víry.

### Archeologie
Na Palatinu se nacházel Tiberiův palác, jehož rozvaliny jsou patrné až do současnosti. V Římě nebyla za jeho panování zhotovena takřka žádná významnější veřejná stavba s výjimkou chrámu věnovaného Augustovi a obnoveného Pompeiova divadla, přičemž obě tyto budovy byly dokončeny až za Caliguly. Vedle toho se zachovaly pozůstatky Tiberiovy vily ve Sperlonze včetně uměle vytvořené sluje, v níž bylo nalezeno několik rhodských plastik, a Villy Iovis na Capri. Tacitus popisuje, že komplex na Capri původně zahrnoval dvanáct velkých vil různých jmen, z nichž Villa Iovis byla nejrozsáhlejší. Tiberius odmítal, aby byl uctíván jako živoucí bůh, a pouze v maloasijské Smyrně dovolil zřídit jediný chrám k uctívání své osoby. Město Tiberias, ležící na západním pobřeží Galilejského jezera, nechal Herodes Antipas pojmenovat na Tiberiovu počest.

### Moderní umění
Tiberiova poněkud záhadná osobnost se promítla i do některých novodobých literárních a filmových děl, třebaže v nich náležela jeho postavě často spíše vedlejší úloha. Gerhart Hauptmann vytvořil v roce 1884 drama nazvané Das Erbe des Tiberius. O několik málo let dříve sepsal Julius Grosse drama Tiberius. Mezi historickými romány vynikají zvláště knihy Já, Claudius od Roberta Gravese a Po nás potopa od Josefa Tomana. Postava Tiberia se objevila také v epickém filmu Roucho, natočeném v roce 1953. Druhý římský císař se vyskytuje i ve filmech s novozákonní tematikou, jako byl Ben Hur. V televizním zpracování Gravesova románu ho ztvárnil George Baker. Ve filmu Caligula se v roli Tiberia, znázorněného jako ukrutného a zvrhlého starce, představil herec Peter O'Toole. Obdobně byl zpodobněn také v miniseriálu Anno Domini.

#### Primární zdroje
- Cassius Dio. Římské dějiny. Knihy LVII a LVIII (anglicky)
- Josephus. Židovské starožitnosti. Kniha XVIII (anglicky)
- Suetonius. Životopisy dvanácti císařů. Tiberius (anglicky)
- Tacitus. Letopisy. Knihy I až VI (anglicky)
- Římské dějiny. Kniha II (anglicky)

#### Sekundární zdroje
- Tiberius. Římské císařství
- Tiberius. Antika.avonet.cz Archivováno 4. 1. 2012 na Wayback Machine.
- Fagan, Garrett G. Tiberius (A.D. 14-37). De Imperatoribus Romanis (anglicky)
- Wesseling, Klaus-Gunther. Tiberius. Biographisch-Bibliographisches Kirchenlexikon (německy)